# H.P. Lovecraft
Howard Phillips Lovecraft, detto H.P. Lovecraft (Providence, 20 agosto 1890 – Providence, 15 marzo 1937), è stato uno scrittore, poeta, critico letterario e saggista statunitense, riconosciuto tra i maggiori scrittori di letteratura horror insieme a Edgar Allan Poe e considerato da molti uno dei precursori della fantascienza angloamericana. Le sue opere, una contaminazione tra horror, fantascienza soft, dark fantasy e low fantasy, sono state spesso descritte, anche da lui stesso, col termine weird fiction (dove weird sta per "strano"), venendo riconosciute tra le principali origini del moderno genere letterario del new weird.

Firma di H. P. Lovecraft

Autore di numerosi racconti, come Dagon, Il colore venuto dallo spazio, Il richiamo di Cthulhu e L'orrore di Dunwich, e di romanzi, tra cui Il caso di Charles Dexter Ward, Alle montagne della follia e La maschera di Innsmouth, oltre ad alcuni racconti in versi, Lovecraft non venne apprezzato in particolar modo dai critici del suo tempo. Ad esempio, il racconto Il richiamo di Cthulhu venne inizialmente rifiutato in quanto definito troppo "straniante" secondo l'espressione di Wright, e non godette mai di buona fama se non dopo la sua morte. Molte delle sue opere sono state fonte di ispirazione per artisti di tutto il mondo, nella letteratura così come nel cinema e nella musica.
Uno dei maggiori studiosi lovecraftiani, S. T. Joshi, definisce infatti la sua opera come "un inclassificabile amalgama di fantasy e fantascienza, e non è sorprendente che abbia influenzato in maniera considerevole lo sviluppo successivo di entrambi i generi". Dal punto di vista del pensiero nei suoi racconti e saggi coniò la filosofia del cosmicismo, in conseguenza del suo ateismo e delle nuove scoperte scientifiche, e le sue idee in molti campi furono spesso controverse.

## Biografia

### Infanzia e giovinezza
H. P. Lovecraft nacque il 20 agosto 1890 a Providence (Rhode Island), unico figlio di Winfield Scott Lovecraft, rappresentante per la Gorham Silver Company (ditta di argenteria) e Sarah Susan Phillips, secondogenita di un proprietario terriero in declino. Nel 1891 i genitori si trasferirono ad Auburndale, nel Massachusetts, anche se cambiarono di frequente indirizzo nella zona di Boston. A tre anni, nel 1893, in un hotel di Chicago dov'era per affari, il padre cominciò a manifestare sintomi di psicosi, farneticando di aver ricevuto insulti da una cameriera e che la moglie era stata aggredita; ricoverato al Butler Hospital di Providence, vi rimase per il resto della vita fin quando, colpito anche da una paralisi, morì di sifilide quando Lovecraft aveva otto anni.

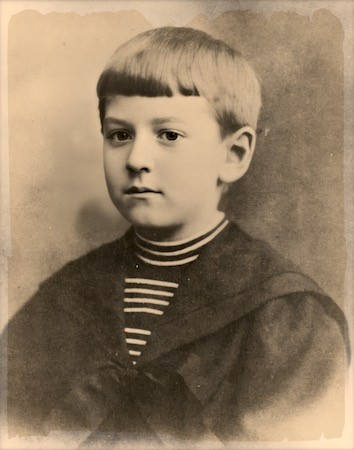
Lovecraft a nove anni circa

Lovecraft fu quindi cresciuto dalla madre, da due zie (Lillian Delora Phillips e Annie Emeline Phillips) e dal nonno Whipple Van Buren Phillips: vissero nella villa di tre piani dei genitori di Sarah a Providence, al 194 di Angell Street. Suo nonno, appassionato di letteratura gotica, lo incoraggiò nella lettura fornendogli le fiabe dei fratelli Grimm e Le mille e una notte, libro da cui prese poi spunto per creare il folle Abdul Alhazred e il suo Necronomicon. Nel 1896 Lovecraft perse la nonna materna che lo aveva introdotto all'astronomia, Rhobinia Alzada Phillips, fatto che provocò in lui i primi incubi, che lo perseguitarono per anni, costituiti da demoni da lui stesso definiti "Magri notturni" (Night-Gaunts). Nel 1897 scrisse la sua prima poesia, ispirata all'Odissea, nonché i primi racconti: The Noble Eavesdropper e The Little Glass Bottle. Nello stesso anno in cui morì il padre, il 1898, Lovecraft si accostò agli scritti di Edgar Allan Poe, Jules Verne e Wells, che stimolarono il suo interesse per l'insolito, la chimica (costruirà anche un laboratorio in cantina, le cui formule chimiche dopo la sua morte verranno erroneamente interpretate per segni magici) e l'astronomia, e strinse le prime amicizie con i coetanei.
Nel 1900 cadde preda dei primi esaurimenti nervosi, forse provocati dall'atteggiamento iperprotettivo della madre (che arriverà al punto di vietare a Lovecraft di uscire per via - a detta della donna - dell'eccessiva bruttezza del bambino), che comunque non gli impediranno nei due anni successivi di aumentare la produzione di poesie e racconti realistici. La morte del nonno, avvenuta nel 1904, fece cadere l'intera famiglia in difficoltà economiche, tanto che Lovecraft dovette traslocare con la madre al civico 598 della stessa Angell Street, in un'abitazione più piccola e meno confortevole; da qui Lovecraft intraprese la carriera liceale, che non riuscì mai a completare a causa della sua salute malferma, dovuta anche a una caduta da un'impalcatura verificatasi nel 1905, in seguito alla quale soffrirà per tutta la vita di mal di testa. Il 1906 è l'anno in cui Lovecraft appare per la prima volta nella stampa, più precisamente il 3 giugno nel Providence Sunday Journal con una lettera ridicolizzante l'astrologia, mentre lo stesso anno scrisse un'altra lettera, poi pubblicata il 25 agosto, allo Scientific American dove dava credito alle prove circa l'esistenza di un pianeta oltre Nettuno (Plutone, declassato a pianeta nano nel 2006, fu scoperto solo nel 1930). La passione per l'astronomia continuò da luglio a dicembre sul settimanale Pawtuxet Valley Gleaner e, dall'agosto 1906 al 1908, con il Providence Morning Tribune e il Providence Evening Tribune.

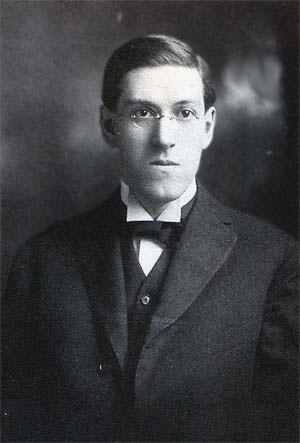
Lovecraft nel 1915, a 25 anni

Nel 1908 abbandonò definitivamente gli studi e nel 1909, a causa dei frequenti esaurimenti nervosi, fece altrettanto con un corso di chimica, iniziando al contrario lunghe passeggiate in bicicletta con gli amici alla scoperta della regione natale. Nel 1911 la famiglia di Lovecraft cadde nuovamente in disgrazia, stavolta a causa di investimenti sbagliati fatti dallo zio Edwin E. Phillips, e piombò in uno stato di povertà da cui non riuscì più a uscire. Il 1912 per H. P. Lovecraft fu l'anno delle prime poesie pubblicate (si tratta della lirica Providence in 2000 A.D. uscita nel Providence Evening Bulletin) che, anche grazie alle lettere edite nella rivista Argosy, lo fecero notare da Edward F. Daas, presidente dell'United Amateur Press Association (UAPA); questa associazione di scrittori dilettanti lo contatterà per diverse iniziative. Lovecraft nel 1915 cominciò a revisionare manoscritti altrui, unico lavoro continuativo fino alla sua morte, offrendo i suoi servigi all'ecclesiastico David Van Bush, mentre al contempo riusciva a pubblicare il primo dei tredici numeri de The Conservative, una sua raccolta di saggi e poesie che rimarrà in piedi fino al 1923.
Nel frattempo, dal 1916, cominciò a prendere forma la sua vasta rete di corrispondenti. Fra i suoi interlocutori si possono citare il giovane Forrest J. Ackerman, Robert Bloch (autore di Psycho) e Robert E. Howard (Conan il barbaro). In questo periodo, insieme con alcuni di questi corrispondenti, partecipò al circolo letterario "Kleicomolo" e lesse un libro fantastico che esercitò probabilmente su di lui un notevole influsso, Etidorhpa di John Uri Lloyd. Nel 1917, con l'ingresso degli Stati Uniti nella prima guerra mondiale, cercò di entrare volontario nella guardia nazionale del Rhode Island, ma ancora una volta l'intervento della madre gli precluse ogni possibilità di successo. In questo periodo, incitato anche da W. Paul Cook, curatore di varie riviste dilettantistiche, scrisse i racconti brevi La tomba e Dagon. Pochi anni dopo, nel 1919, Lovecraft incontrò a Boston uno degli autori da cui trarrà grande ispirazione per svariati racconti, Lord Dunsany, rimanendo abbagliato dallo stile e dalla tematica "onirica" dello scrittore irlandese. Lo stesso anno, dopo aver sofferto per un lungo periodo di isteria e depressione, la madre di Lovecraft venne ricoverata al Butler Hospital, lo stesso ospedale dove il marito era morto qualche anno prima. Il loro legame cessò solo con la morte della donna, avvenuta il 24 marzo 1921, a seguito di complicazioni durante un intervento alla cistifellea.
A Boston Lovecraft strinse amicizia, il 12 marzo 1921, con Sonia Greene, una vedova sette anni più anziana di lui, per la quale scriverà racconti che lo porteranno a iniziare un rapporto sentimentale (ancora limitatamente di carattere epistolare, vivendo la donna a New York). Dopo aver ricevuto dalla rivista semiprofessionale Home Brew una commissione per scrivere alcuni racconti, Lovecraft nel 1922 cambiò radicalmente le abitudini quotidiane, leggendo i suoi racconti in pubblico, partecipando a conferenze, venendo nominato presidente dell'UAPA e facendo numerosi viaggi nel New England. Proprio i racconti usciti su Home Brew, nello specifico Herbert West, rianimatore e La paura in agguato, lo porteranno all'attenzione di Edwin E. Baird, direttore della rivista professionale Weird Tales, sulla quale nell'ottobre 1923 uscirà Dagon.

### Il matrimonio e New York
Nel febbraio 1924 l'illusionista-acrobata Harry Houdini commissionò a Lovecraft la scrittura di un racconto, che uscirà su Weird Tales con il titolo di Imprisoned with the Pharaohs, facendo in modo che la trama apparisse come una vera avventura vissuta dall'attore di Budapest. Il titolo originale di Lovecraft fu Sotto le piramidi. In marzo lo scrittore si sposò con Sonia Greene, e la coppia si spostò nel borough di Brooklyn a New York. La qualità delle sue opere spinse gli editori di Weird Tales a offrirgli il posto da direttore, ma Lovecraft rifiutò perché non voleva trasferirsi a Chicago, lasciando il posto a Farnsworth Wright.

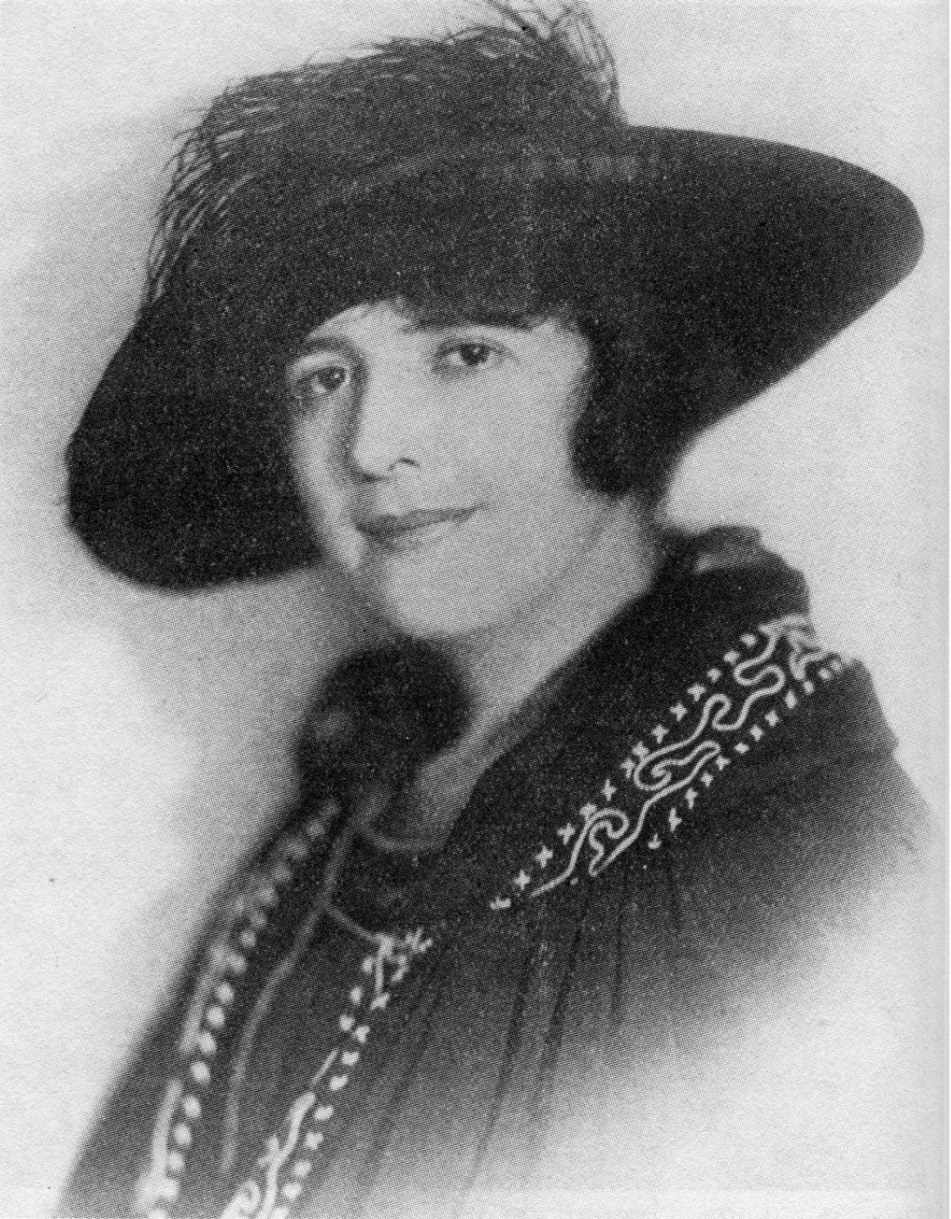
Sonia Greene, moglie di Lovecraft

La permanenza di Lovecraft a New York venne funestata da problemi economici, poiché i suoi sforzi per trovare lavoro furono inutili e costrinsero la moglie, che nel frattempo aveva visto fallire la propria attività commerciale, a spostarsi a Cleveland alla ricerca di un impiego. Lovecraft quindi rimase a vivere da solo in una zona di Brooklyn, chiamata Red Hook (scenario, tra l'altro, de L'orrore a Red Hook). Dopo aver iniziato la corrispondenza con lo scrittore Donald Wandrei nel 1925, Lovecraft il 17 aprile 1926 tornò a Providence. La sua nuova collocazione fu il numero 10 di Barnes Street (l'indirizzo che nel racconto Il caso di Charles Dexter Ward viene dato come residenza del dottor Willet), dove ebbe residenza fino al 1933. È di questo periodo l'avvio di contatti con August Derleth e la stesura dell'importante Il richiamo di Cthulhu e del saggio Supernatural Horror in Literature, nonché, nel 1927, dei suoi primi due romanzi: La ricerca onirica dello sconosciuto Kadath e Il caso di Charles Dexter Ward, che tuttavia verranno pubblicati postumi perché non ritenuti ben fatti dallo stesso Lovecraft. Nel frattempo, il rifiuto di Weird Tales di pubblicare Il colore venuto dallo spazio viene ripagato dal parere favorevole di Amazing Stories.
Nel 1928 Sonia si accordò con Lovecraft per un divorzio che venne accettato dal tribunale il 25 marzo 1929. Dopo la fine del matrimonio con Lovecraft, nel 1933 Sonia Greene si trasferì in California. Si risposò nel 1936 con un certo dottor Nathaniel Davis, di Los Angeles. La fine del suo matrimonio con Lovecraft non fu però mai formalizzata legalmente a sua insaputa: sebbene lo scrittore le avesse assicurato che il divorzio era stato presentato, lui non firmò mai il decreto finale, pertanto l'unione tra la Greene e Davis era tecnicamente bigama fino al 1937. Sonia Greene fu informata di ciò e della prematura morte di Lovecraft solo nel 1945, otto anni dopo la sua scomparsa, e ne fu molto disturbata.
A causa della cattiva riuscita del suo matrimonio e della connotazione negativa del sesso in certi suoi racconti, alcuni biografi hanno ipotizzato che Lovecraft fosse asessuale; tuttavia, la moglie lo definì più volte "un amante adeguatamente eccellente". Lo scrittore manifestava raramente interesse verso il rapporto d'amore e la socialità; la sua difficoltà a esprimere i sentimenti, nonché una vaga apparente misoginia, fece sì che molti biografi gli attribuissero tratti del disturbo schizoide di personalità o della sindrome di Asperger. Queste caratteristiche emergono anche nelle sue opere.

### Gli ultimi anni
(H.P. Lovecraft)
Il periodo dopo il ritorno a Providence (gli ultimi undici anni della sua vita) fu il più prolifico dal punto di vista letterario. Durante questi anni scrisse la maggior parte dei suoi racconti oggi più conosciuti e opere più impegnative come Il caso di Charles Dexter Ward, Alle montagne della follia (1931, ma non accettato da Weird Tales) e il contemporaneo La maschera di Innsmouth. Inoltre si dedicò alla revisione di opere di altri autori, lavorando anche come ghostwriter in opere come Il tumulo, La morte alata e Il diario di Alonzo Typer. Nel 1930 Lovecraft intrattenne per la prima volta rapporti epistolari con Robert Ervin Howard e Henry S. Whitehead, diede luce al romanzo breve Colui che sussurrava nelle tenebre e conobbe, sempre per via epistolare, gli scrittori J. Vernon Shea e Seabury Quinn.
Nonostante gli sforzi creativi, la sua situazione economica continuò a peggiorare finché fu costretto, nel 1933, a trasferirsi al numero 66 di College Street in un alloggio più economico e più piccolo (la stessa abitazione di Robert Blake, protagonista di L'abitatore del buio) con l'unica zia superstite (Annie; Lilian morì nel 1932). Nel 1934 Lovecraft compì il suo viaggio più lungo fuori casa, ospitato per quasi due mesi dall'amico R.H. Barlow in Florida, futuro detentore delle opere di Lovecraft come da lui dettato nel testamento. Nel 1935 Weird Tales respinse un altro suo lavoro, il romanzo L'ombra venuta dal tempo, spingendo sempre più Lovecraft ad abbandonare i testi interamente opera propria (l'ultimo, sempre del 1935, fu L'abitatore del buio) dedicandosi esclusivamente a revisioni o collaborazioni. La sfiducia nelle proprie capacità emerse di nuovo nel 1936, quando Analog Science Fiction and Fact pubblicò Alle montagne della follia e L'ombra calata dal tempo solamente dietro proposta di Donald Wandrei.

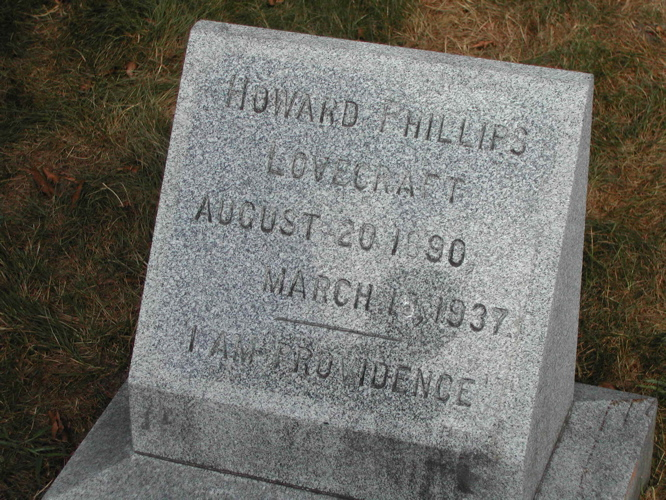
La lapide fatta costruire dai fan di Howard Phillips Lovecraft

Il 10 marzo 1937, dopo un periodo di salute declinante e in rapido peggioramento, venne ricoverato al Jane Brown Memorial Hospital di Providence dove gli fu diagnosticato un tumore dell'intestino tenue in fase molto avanzata. Cinque giorni dopo, il 15 marzo, alle 6 del mattino, lo scrittore di Providence si spense a 46 anni a causa delle complicanze del cancro, tra cui denutrizione e cachessia dovuta a malassorbimento. L'ultimo ricordo su di lui è quello dell'amico Harry Brobst, che si recò a visitarlo poco prima della morte. Brobst cercò di confortare il sofferente Lovecraft, che pativa dolori cronici da mesi, menzionando lo stoicismo degli antichi filosofi; lo scrittore di Providence non rispose ma si limitò a scuotere la testa, negando in modo deciso la validità dell'argomentazione. Un'altra versione vuole diagnosticato il tumore a Lovecraft nel 1936, con lo scrittore che non informò gli amici e la zia della sua malattia per non amareggiarli; negli ultimi mesi tenne un diario di taglio scientifico (Diario di Morte) sulla propria salute per informare i medici delle sue condizioni.
Il corpo di Lovecraft venne sepolto assieme a quello dei genitori nel monumento funebre di famiglia dei Phillips, nel cimitero di Swan Point a Providence. Nel 1977, un gruppo di fan particolarmente devoti guidati da Dirk Mosig raccolse i fondi necessari per far realizzare una nuova lapide commemorativa, sulla quale vennero incisi il nome dello scrittore, la data di nascita, quella di morte e la frase "I AM PROVIDENCE" (‘Io sono Providence’), tratta da una delle sue lettere personali. Il 13 ottobre 1997, a poco più di sessant'anni dalla morte, sconosciuti hanno scavato nel cimitero cercando di riesumarlo, ignorando che il corpo non è sepolto sotto la nuova lapide.

## Influenze e stile narrativo
L'opera di Lovecraft è stata divisa in tre categorie da alcuni critici. Anche se Lovecraft non fece mai riferimento a queste categorie scrisse a una sua corrispondente: "Ci sono i miei racconti alla Poe e i miei racconti alla Dunsany ma ahimè, dove sono i miei racconti alla Lovecraft?"

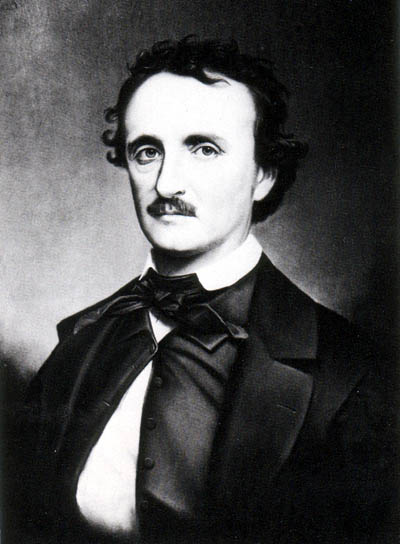
Edgar Allan Poe

- Storie macabre (approssimativamente 1905-1920)
- Ciclo dei Sogni (approssimativamente 1919-1927)
- Ciclo di Cthulhu (approssimativamente 1926-1935)

Qualche critico fa notare che ci sono ben poche differenze tra il Ciclo dei Sogni e il Ciclo di Cthulhu; in entrambi infatti sono presenti il Necronomicon e le stesse divinità. Tuttavia mentre la prima categoria appartiene al genere fantasy, la seconda è più propriamente appartenente alla fantascienza.
La maggior parte delle opere di Lovecraft è ispirata dai suoi incubi e forse il continuo e duraturo successo dei suoi racconti si deve proprio a questo collegamento diretto con i simboli dell'inconscio. L'opera di Edgar Allan Poe influenzò profondamente i primi racconti macabri di Lovecraft e il suo stesso stile, noto per le atmosfere inquietanti e le paure latenti che evoca. La scoperta da parte di Lovecraft delle opere di Lord Dunsany, con la loro schiera di dei viventi in un mondo immaginario, lo spinse a cimentarsi in racconti dal contenuto onirico. Un'altra fonte di ispirazione, totalmente diversa dalle precedenti, fu l'importante progresso scientifico che in quegli anni si registrava in campi come la biologia, l'astronomia, la geologia e la fisica, che contribuiva, nella sua visione, a far sentire la razza umana come insignificante e impotente, in balia di un universo meccanico e privo di ogni riferimento spirituale, dando un fondamentale contributo alle idee che più tardi verranno definite col termine cosmicismo e dando ulteriore forza al suo convinto ateismo.
Probabilmente fu l'influenza di Arthur Machen, con i suoi efficaci racconti sulla sopravvivenza di un male antico in un'ambientazione moderna e realistica, e la sua convinzione che esistessero misteri nascosti sotto il velo della realtà, che fornì a Lovecraft ulteriore ispirazione e diede origine alla parte più matura e originale della sua opera. Nacque così il Ciclo di Cthulhu, col suo pantheon di divinità extra-dimensionali la cui esistenza si può indovinare da antichissimi miti e leggende. Il termine "Miti di Cthulhu" venne coniato dallo scrittore August Derleth, corrispondente di Lovecraft, dopo la sua morte; l'autore di Providence definiva scherzosamente la sua mitologia artificiale "Yog-Sothothery".

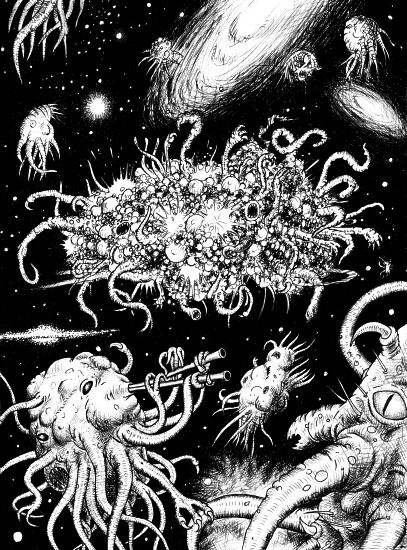
Il dio esterno dell'universo lovecraftiano Azathoth, appartenente al Ciclo di Cthulhu

La prosa di Lovecraft risulta spesso antiquata, il che è riferibile alla sua formazione letteraria ricevuta dagli antichi volumi della biblioteca del nonno materno e al suo amore per le forme classiche (soprattutto per le forme derivanti dal latino o dal greco) di alcune parole. Spesso impiega varianti ortografiche e termini superati, termini riferibili al lessico esoterico e tentativi di trascrivere il dialetto locale che sono stati però definiti inaccurati e accondiscendenti. Lovecraft inoltre fa largo uso dell'inglese britannico (lui stesso si definiva anglofilo). Molto frequente, nelle sue descrizioni, il ricorso ad aggettivi quali "orribile", "mostruoso", "blasfemo"; nella sua già citata stroncatura di L'ombra venuta dal tempo, Edmund Wilson osserva maliziosamente: "Di sicuro, una delle regole principali per scrivere un efficace racconto dell'orrore è non usare mai nessuna di queste parole - specialmente se, alla fin fine, si finisce per descrivere un invisibile polpo fischiante". Differente è l'opinione di Stephen King, ammiratore di Lovecraft – che definisce "geniale" quando deve rappresentare il macabro – il quale sostiene nel suo saggio On writing come il principale limite dell'autore di Providence fossero i dialoghi artificiosi che metteva in bocca ai suoi personaggi e osserva come lo stesso Lovecraft ne fosse probabilmente consapevole, dato che, dei milioni di parole da lui scritte nelle sue opere, meno di "cinquemila" siano state quelle in forma di discorso diretto.
Lovecraft, tuttavia, era relativamente sconosciuto fra i suoi contemporanei. Anche se le sue opere vennero pubblicate su importanti riviste come Weird Tales, ben pochi conoscevano il suo nome, e nulla, all'epoca della sua morte, avrebbe potuto far presagire il notevole successo che avrebbero raggiunto i suoi lavori. Non mancarono giudizi critici nei confronti del suo lavoro; Edmund Wilson, che pure ammirava il saggio di Lovecraft Supernatural Horror in Literature, stroncò nel suo Tales of the Marvellous and the Ridiculous il romanzo breve L'ombra venuta dal tempo, commentando: "L'unico vero orrore in molte di queste storie è l'orrore del cattivo gusto e della cattiva arte". Non di rado, le sue opere furono rifiutate: in particolare, il direttore di Weird Tales Wright respinse inizialmente racconti come La maschera di Innsmouth e Il richiamo di Cthulhu. In particolare, l'insuccesso di Alle montagne della follia – scritto nel 1931 ma pubblicato solo nel 1936 e in forma rimaneggiata – fece considerare a Lovecraft (che era, per natura, critico nei confronti dei propri lavori) l'idea di abbandonare la professione di scrittore:

## Temi letterari

### La conoscenza
Uno dei temi principali della maggior parte delle opere di Lovecraft è quello della conoscenza proibita. Alcuni critici sostengono che questo tema sia una conseguenza del disprezzo che Lovecraft prova nei confronti del mondo che lo circonda, costringendolo a cercare dentro di sé conoscenza e ispirazione. Ne Il richiamo di Cthulhu (1926), Lovecraft scrive:
Nei suoi scritti la ricerca della conoscenza proibita guida molti dei personaggi principali; tuttavia questa ricerca, sebbene eroica, si rivela spesso disperata. Quando si giunge alla conoscenza, la sanità mentale dei protagonisti, che giungono sempre a ricomporre questo "quadro d'insieme", definendo la trama degli stessi racconti, finisce spesso per essere minata; coloro che incontrano le manifestazioni "viventi" dell'incomprensibile hanno una elevata probabilità di impazzire. I personaggi che tentano di utilizzare per i propri fini questa conoscenza finiscono quasi sempre per affrontare un triste destino. A volte la loro attività attira l'attenzione di esseri malevoli; altre volte, nello spirito di Frankenstein, vengono distrutti dai mostri che loro stessi hanno creato.

### Il destino e il pessimismo cosmico

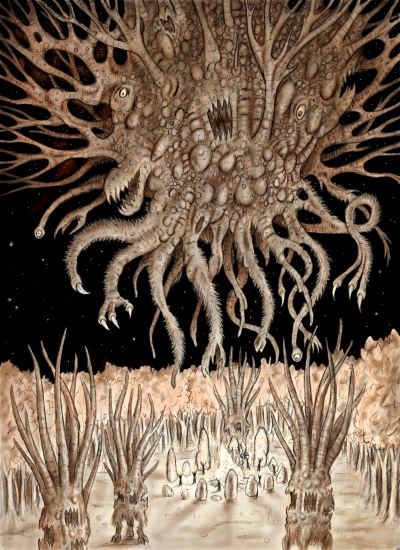
Rappresentazione di Shub-Niggurath, Il Capro Nero dei Boschi dai Mille Cuccioli, divinità della mitologia lovecraftiana, appartenente agli Dei Esterni

Spesso nell'opera di Lovecraft il protagonista non ha controllo sulle sue stesse azioni o trova impossibile cambiare il proprio destino. Molti dei suoi personaggi potrebbero sottrarsi al pericolo semplicemente fuggendo, tuttavia questa possibilità o non si presenta o è in qualche modo resa impossibile da qualche forza esterna, come nel Colore venuto dallo spazio. Spesso i personaggi sono soggetti all'influenza compulsiva di potenti esseri malevoli o indifferenti. Come nel tema dell'inevitabilità del destino determinato dalla stirpe, la fuga, ed eventualmente la morte, non garantiscono alcuna salvezza (La cosa sulla soglia, L'estraneo, Il caso di Charles Dexter Ward, e altri). In qualche caso questo destino si manifesta per l'intera umanità e nessuna fuga è possibile (L'Ombra venuta dal tempo).

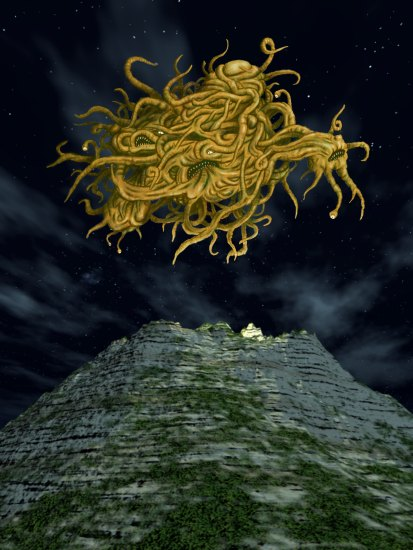
Il dio Yog-Sothoth come immaginato da un artista

Diretta conseguenza di questa visione, secondo Lovecraft, i discendenti di una stirpe non possano sottrarsi alle conseguenze dei crimini commessi dai loro antenati, soprattutto nel caso in cui tali crimini siano atroci. I discendenti possono essere molto lontani sia nello spazio, sia nel tempo, sia nella colpa, dall'atto in sé, ma le conseguenze li colpiranno comunque. Esempi di ciò si possono trovare in I Topi nel Muro, La paura in agguato, Arthur Jermyn, L'alchimista, La maschera di Innsmouth e Il caso di Charles Dexter Ward. Un esempio di crimine che Lovecraft considera sufficientemente odioso da generare tali conseguenze è il cannibalismo (Un'Illustrazione e una vecchia casa, e I Topi nel muro).
Strettamente legato al tema precedente è il pessimismo cupo e angoscioso che permea tutta l'opera di Lovecraft. Nella sua concezione, definita cosmicismo, gli esseri umani sono, nella scacchiera dell'universo, pedine insignificanti sovrastate da potenze sconosciute e terribili. Lovecraft sdegnò in modo pressoché sistematico ogni forma di "lieto fine"; non a caso, nelle sue storie i protagonisti sono spesso antieroi che vanno incontro a una fine tragica o appaiono solo come spettatori di vicende terrificanti, il cui esito non sono assolutamente in grado di modificare.
In una lettera a Natalie H. Wooley del 1933 Lovecraft esprime pessimismo nei confronti della possibilità di contatti con altre razze aliene (che, in caso di esistenza, ipotizza potrebbero essere estremamente differenti da quella umana), al contrario della letteratura fantascientifica del tempo che li proponeva ottimisticamente come vicini e possibili.

### La civiltà e il genere umano
(H. P. Lovecraft, Supernatural Horror in Literature)
Lovecraft, influenzato dalle idee di Oswald Spengler e di Friedrich Nietzsche, spesso affronta l'idea della civiltà che combatte con elementi barbarici e primitivi. In qualche racconto questa lotta si manifesta a livello individuale; molti dei suoi protagonisti sono uomini acculturati, di istruzione elevata, che vengono progressivamente corrotti da influenze malvagie. In questi racconti la "maledizione" è spesso ereditaria, sia a causa di ibridazioni con creature non-umane (La verità sul defunto Arthur Germyn e la sua famiglia del 1920, L'ombra su Innsmouth del 1931), sia attraverso un'influenza magica diretta (Il caso di Charles Dexter Ward del 1927).

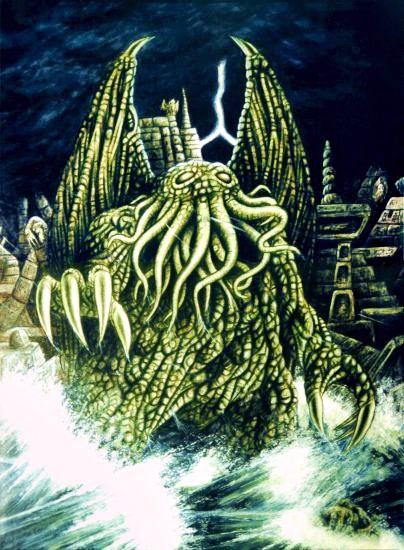
Rappresentazione della creatura semidivina Cthulhu nella città sommersa di R'lyeh

Il degrado fisico spesso si accompagna al degrado psicologico. Quest'attenzione al tema del "sangue corrotto" potrebbe essere stata influenzata dalla storia famigliare di Lovecraft: si ricordi che il padre dello scrittore morì di sifilide. In altri racconti un'intera società è minacciata dalla barbarie che qualche volta si manifesta come minaccia esterna con una razza civilizzata distrutta in una guerra (La stella polare). Altre volte un isolato avamposto dell'umanità cade nella decadenza e nell'atavismo senza interventi esterni (La paura in agguato). Più spesso i racconti descrivono una civiltà che viene gradualmente minata alle sue basi da una malevola classe inferiore influenzata da esseri inumani.
Gli esseri dei miti lovecraftiani spesso hanno servitori umani (o quasi umani). Cthulhu, ad esempio, viene venerato, pur con nomi diversi, in alcuni culti diffusi presso gli Eschimesi della Groenlandia e in Louisiana da seguaci della religione vudù, ma anche in molte altre parti del mondo. Questi seguaci servono spesso a Lovecraft come accorgimenti narrativi. Molti esseri dei Miti sono troppo potenti per essere sconfitti da esseri umani e solo la loro vista risulta essere talmente terrificante da generare un'immediata pazzia. Poiché i suoi personaggi hanno a che fare con esseri di questo genere, Lovecraft ha bisogno di fornire gli elementi per comprendere il racconto e creare tensione senza che la narrazione finisca prematuramente. I servitori umani consentono di rivelare informazioni sui loro "dei", anche se in forma edulcorata, e rendono anche possibile l'ottenimento da parte dei protagonisti di temporanee vittorie. Lovecraft, come i suoi contemporanei, considerava i "selvaggi" come più vicini alla natura; ciò significava, nel suo caso, essere più vicini a Cthulhu.

### Il tema del razzismo
Il razzismo è uno degli aspetti più controversi delle opere di Lovecraft; come altri autori del tempo, lo scrittore di Providence spesso associa le caratteristiche di virtù, intelligenza, elevato status sociale, civiltà e razionalità agli anglosassoni e in generale ai bianchi, che pone in contrasto con la corruzione, l'inferiorità intellettuale, la mancanza di civiltà e l'irrazionalità di personaggi appartenenti a una classe inferiore, razzialmente impuri (tra cui mette in parte anche gli ebrei), di etnia non europea e di pelle scura che spesso ricoprono il ruolo di antagonisti. Alcune delle posizioni razziste più esplicite si possono riscontrare nelle sue opere poetiche, ma anche nella sua corrispondenza privata, in particolare On the Creation of Niggers ("Sulla Creazione dei negri") e New England Fallen ("La Nuova Inghilterra caduta"), entrambe del 1912. Nella prima, in particolare, Lovecraft porta il suo razzismo alle estreme conseguenze, caratterizzando esplicitamente le persone di colore come sub-umane:

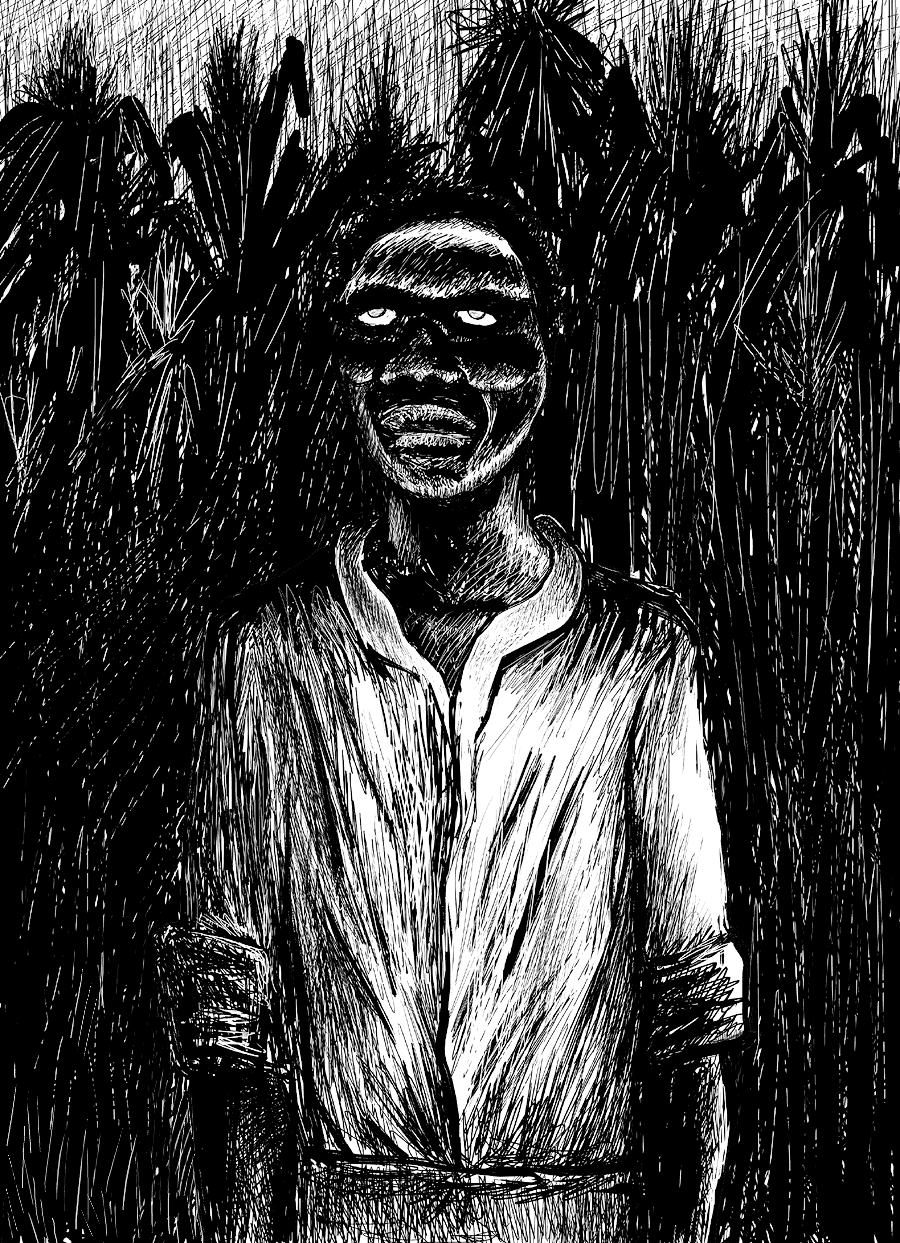
Uno zombie, morto vivente della religione vudù, spesso citata da Lovecraft

(da On The Creation of Niggers, 1912)

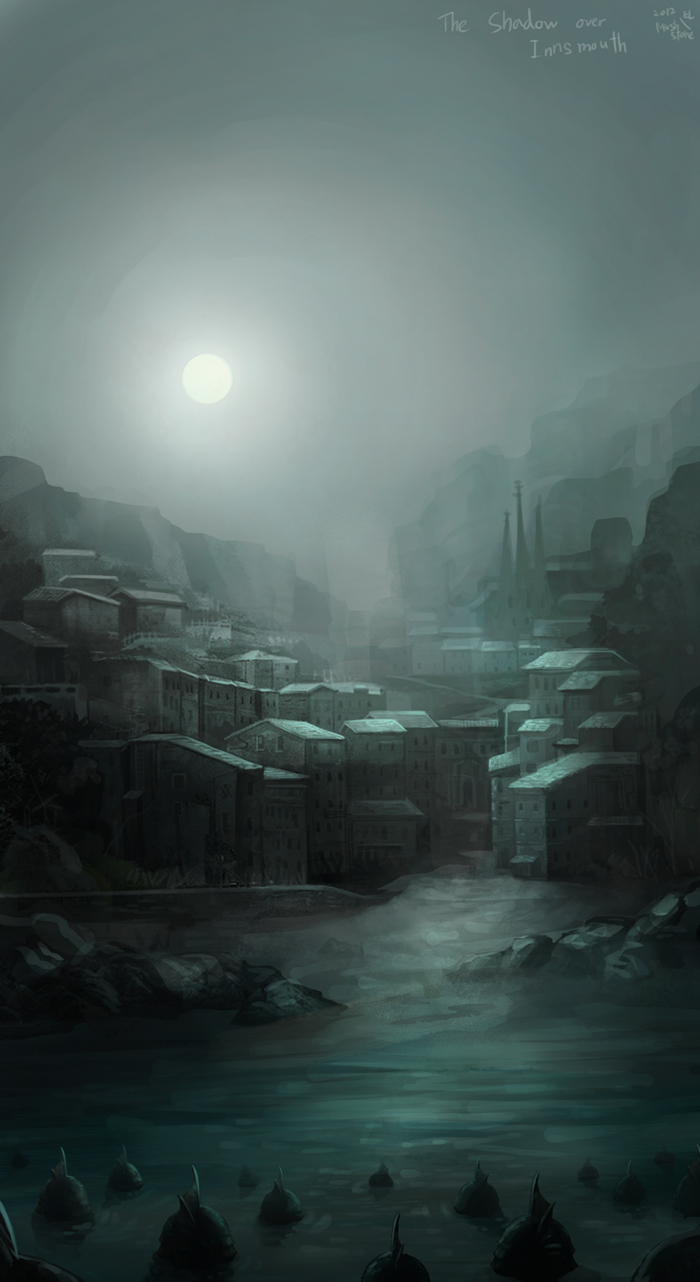
La maschera di Innsmouth. Illustrazione di Mushstone

Nei suoi scritti e nella vita personale ha spesso sostenuto una decisa preservazione della razza e della cultura dei vari popoli. Infatti, leggendo le opere di Lovecraft, il suo atteggiamento razziale è stato visto più come culturale che biologico, mostrando simpatia per coloro che hanno assimilato la cultura occidentale.
Le idee di Lovecraft sulle razze riflettono un sentimento comune nella sua epoca: la segregazione razziale era sancita dalla legge nella gran parte degli Stati Uniti e in molti Stati erano state emesse leggi eugenetiche volte a proibire la "corruzione della razza", cosa del resto comune anche in molte nazioni europee. Il pensiero razzista era particolarmente diffuso nella società del New England, regione degli Stati Uniti in cui viveva Lovecraft.
Dichiaratamente anglofilo, Lovecraft considerava la cultura inglese come l'apice della civiltà, mentre guardava alla cultura statunitense come una sorta di derivazione inferiore di quella della madrepatria. L'amore per la storia e la cultura inglese è un tema ricorrente nell'opera di Lovecraft (il personaggio del re Kuranes nel romanzo La ricerca fantastica dell'ignoto Kadath, ad esempio, esprime nostalgia per l'Inghilterra). Lo scrittore di Providence non si considerava nemmeno americano, ma inglese: secondo lui, la guerra di secessione delle colonie americane dal Regno Unito non avrebbe mai dovuto verificarsi. Le idee di Lovecraft sull'eugenetica vengono spesso estese ai suoi personaggi di razza bianca; infatti, l'autore mostra simpatia per i personaggi di etnia caucasica e di cultura europea. L'io narrante di Aria fredda mostra disprezzo per gli ispanici di modesta estrazione sociale che compongono il suo vicinato, ma tratta con rispetto il ricco e aristocratico dottor Muñoz, di origine celtico-iberica, che descrive come un "uomo di buoni natali, colto e acuto".
L'io narrante di racconti come La strada, Herbert West rianimatore, Il richiamo di Cthulhu, L'ombra su Innsmouth, Orrore a Red Hook, esprime sentimenti che possono essere definiti ostili verso gli ebrei. Nel suo libro H. P. Lovecraft: contro il mondo, contro la vita, Michel Houellebecq sostiene che sia proprio l'"odio razziale" a fornire la forza emotiva e l'ispirazione alla maggior parte delle più grandi opere di Lovecraft. Alcuni ricercatori fanno inoltre notare che le sue opinioni in materia non cambiarono nemmeno dopo le scoperte scientifiche e sociali dell'epoca.

### Le donne e la sessualità

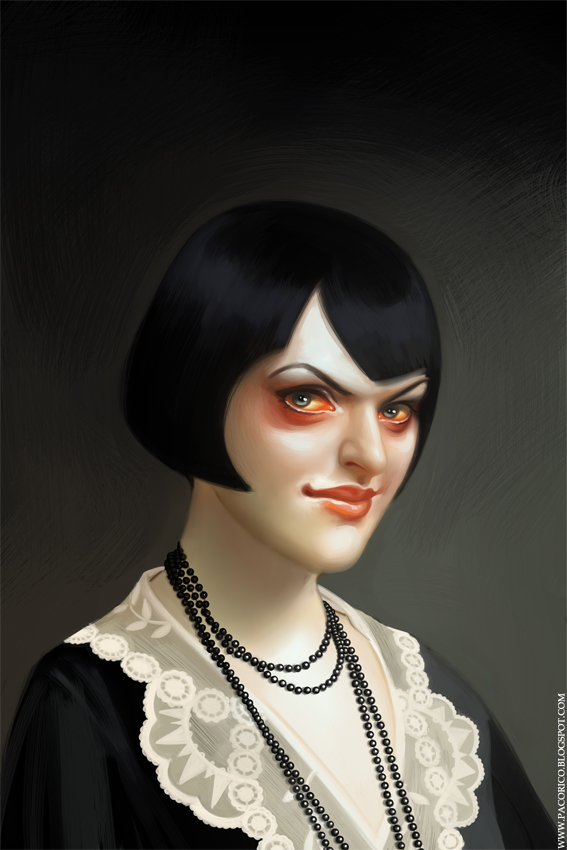
Asenath Waite (La cosa sulla soglia), illustrazione di Paco Rico Torres, copertina di Innsmouth Magazine nº 1-4

Le donne nell'opera di Lovecraft sono piuttosto rare e non ricoprono quasi mai ruoli positivi. I pochi personaggi femminili importanti nei suoi racconti, come Asenath Waite ne La cosa sulla soglia e Lavinia Whateley ne L'orrore di Dunwich, sono senza eccezione servitrici di forze sinistre. L'elemento romantico è virtualmente assente nella sua opera e dove si affaccia il tema dell'amore, di solito si tratta di un amore platonico (ad esempio nell'Albero). I personaggi di Lovecraft vivono in un mondo dove la sessualità ha connotazioni negative. Il rapporto sessuale genera esseri meno che umani (ne L'orrore di Dunwich). Comunque, nella sua vita privata, l'autore non era disinteressato oppure ostile alla sessualità come sostenuto da alcuni autori, almeno secondo quanto si evince dalle memorie della moglie Sonia Greene.
Tra l'altro Lovecraft afferma in una lettera privata, indirizzata a una delle numerose intellettuali con cui intratteneva un rapporto di amicizia, che la discriminazione delle donne è una superstizione "orientale", di cui gli "ariani" dovrebbero sbarazzarsi. A parte l'evidente razzismo, è chiaro che la lettera esclude, almeno a livello conscio, la misoginia, nonostante che, ad esempio, il primo contatto con l'universo femminile per Lovecraft sia stata la madre, mentalmente malata. Lo studioso S. T. Joshi ricorda la quasi decennale corrispondenza che l'autore di Providence ebbe con Elizabeth Toldridge, aspirante poetessa, costretta nella sua casa di Washington dall'invalidità.

### La religione e il sogno

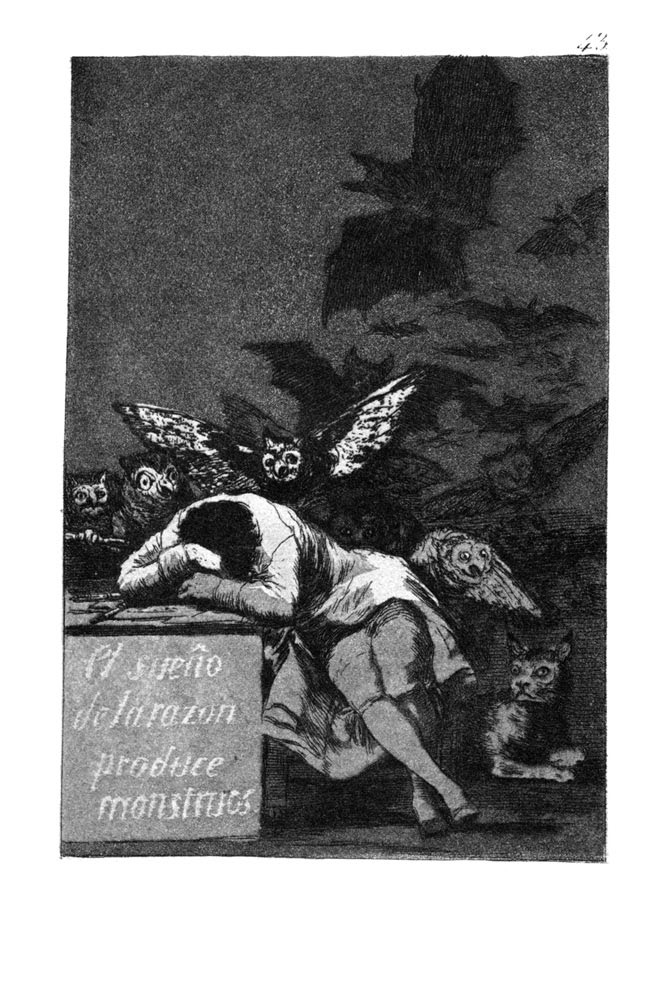
Il sonno della ragione genera mostri, celebre opera di Goya, autore citato da Lovecraft

Per quanto riguarda la tematica religiosa, sebbene Lovecraft si dichiarasse molto vicino all'ateismo, nella sua narrativa il tema del misoteismo ("odio nei confronti della divinità") era ricorrente; infatti, in molte opere di Lovecraft vi sono eventi e personaggi che non credono a un amore o a una protezione divina. I suoi scenari sono governati da diversi pantheon di divinità distinte, che sono indifferenti o attivamente ostili all'umanità (con pochissime eccezioni come Nodens di La ricerca onirica dello sconosciuto Kadath), in contrasto a quanto si trova nella Genesi e nelle storie della creazione di altre religioni.
I personaggi protagonisti sono spesso uomini istruiti che prediligono le ragioni delle scienze fisiche su quelle delle sacre scritture. In Herbert West, rianimatore riflette sull'ateismo comune nei circoli accademici. Anche in Attraverso le porte della chiave d'argento, il personaggio di Randolph Carter tenta, dopo aver perso la possibilità di sognare, di cercare conforto nella religione, in particolare nella chiesa congregazionale, ma non lo trova e perde in ultima analisi, la fede.
Lo stesso tema del sogno è ricorrente nelle opere di Lovecraft; infatti, in numerosi suoi testi, la dimensione onirica assume un ruolo fondamentale, dalle visioni dei personaggi di Oltre il muro del sonno, Polaris e Hypnos ai sogni strani e sgradevoli del narratore di Dagon, dagli incubi collettivi de Il richiamo di Cthulhu a quelli angoscianti di Walter Gilman ne La casa delle streghe. D'altronde, non di rado per Lovecraft i suoi sogni rappresentavano lo spunto di partenza per scrivere una nuova opera. Un esempio di racconto ispirato da un sogno è La dichiarazione di Randolph Carter che, come Lovecraft scrisse a Galpin, si basava su un incubo in cui lo scrittore e l'amico Samuel Loveman rinvenivano un'antica tomba.
In un articolo pubblicato nel 2004 sulla rivista Skeptic, critico verso l'ufologia, Jason Colavito sostiene che il nucleo della moderna teoria degli antichi astronauti ha origine dai miti di Cthulhu, specialmente dai racconti di Il richiamo di Cthulhu e Alle montagne della follia.

## Il pensiero
Lovecraft, come altri autori del suo tempo, presenta nei suoi racconti tematiche e idee ampiamente diffuse e accettate nell'allora mondo intellettuale e politico (come il razzismo), sia tra i Democratici sia tra i Repubblicani, ma che nei decenni successivi hanno assunto una valenza negativa o legata esclusivamente a posizioni ideologiche ultra-conservatrici o "reazionarie". Lo stesso scrittore, in diverse sue lettere con la madre o in brevi storie come Le vicende riguardanti lo scomparso Arthur Jermyn e la sua famiglia, parla delle proprie idee politiche e di come queste si siano evolute nel tempo, oltre a commentare la situazione sociale del suo tempo. Naturalmente, essendo differenti i destinatari delle missive e il loro rapporto con lo scrittore di Providence, le sue opinioni erano espresse di volta in volta più o meno esplicitamente e più o meno approfonditamente.

### La politica e la visione storica
Da un punto di vista politico Lovecraft, che proveniva da una famiglia di fede repubblicana, dopo una gioventù in cui esprimeva idee conservatrici (principalmente per l'influenza dell'ambiente familiare e dei suoi studi), si è schierato sia con i Democratici, sia con l'ala progressista dei Repubblicani. Tra i motivi di questo cambio di posizione, per ammissione dello stesso, l'aver visto le conseguenze della crisi che aveva colpito gli Stati Uniti a cavallo tra la fine degli anni venti e i primi anni trenta. Prima di quel periodo, negli epistolari pubblicati, presenta soventemente un sentimento anticomunista: per esempio nella lettera a Elizabeth Toldridge del 10 giugno 1929 commenta la vittoria del Partito Laburista nelle elezioni britanniche del 1929 affermando che "è certo deprimente assistere al trionfo di un gruppo che combatte l'ordine da cui è scaturita la nostra civiltà, caratterizzata da costumi squisiti e signorili"; ritenne tuttavia che il laburismo inglese fosse lontano da "tentazioni bolsceviche" e che se da una parte i laburisti avrebbero modificato l'Inghilterra, dall'altra la stessa cultura tradizionale inglese avrebbe positivamente modificato i laburisti.

Franklin Delano Roosevelt e Herbert Hoover il 4 marzo 1933, giorno dell'insediamento alla Casa Bianca

Nelle elezioni presidenziali del novembre 1932 Lovecraft votò per il democratico Franklin Delano Roosevelt (poi eletto con il 57,4% dei voti popolari), sostenendo successivamente il New Deal. Nella lettera a J. Vernon Shea del 22 dicembre 1932, Lovecraft commentò il risultato di queste elezioni, sostenendo che dare il voto a candidati minori (nel caso Norman Thomas del Partito Socialista d'America, preferito dall'interlocutore, che raccolse solo il 2,2% dei voti), avrebbe potuto portare indirettamente alla vittoria del candidato maggiore che meno si preferisce ("Il buon senso ci dice che solo i grandi nomi possono spuntarla"). Nella lettera afferma tuttavia che:
(Lettera a J. Vernon Shea del 22 dicembre 1932)
ribadendo nuovamente la necessità di una nuova regolamentazione che tenesse conto delle modifiche apportate dalla meccanizzazione al mondo del lavoro.
Il 27 novembre 1933 scrive una missiva a Natalie H. Wooley in cui afferma di ritenere il mondo occidentale destinato al declino, concordando con le tesi de Il tramonto dell'Occidente di Oswald Spengler, e di considerare l'epoca più civile del mondo "l'Atene di Pericle, intorno al 450 a.C.". Nella stessa lettera dà una visione pessimistica del futuro della civiltà umana, ritenendo che la guerra e le altre situazioni negative siano frutto di "pulsioni umane permanenti e non sradicabili" e che al limite sarà possibile, tramite "ingegno e senso comune", ridurre solamente "il numero dei grandi conflitti armati ed esercitare un maggior controllo sul ladrocinio perpetrato a livello politico".

#### Lovecraft e il fascismo
Per buona parte della sua vita la sua idea di governo ideale era rappresentata da una nazione guidata da un'élite illuminata, che fosse in grado di tenere vive le tradizioni culturali, ma soprattutto di garantire il benessere anche alle classi meno elevate, permettendo loro di lavorare e quindi di guadagnare abbastanza per vivere degnamente. Idea di governo che era quindi contrapposta al modus operandi dei capitalisti statunitensi, i quali, secondo la visione dello scrittore, si arricchivano e accumulavano profitti tramite la meccanizzazione, che invece portava disoccupazione e di conseguenza povertà. Questa tipologia amministrativa auspicata era spesso da lui identificata con una forma di governo "fascista" con influenze socialiste.
In una lettera del 16 maggio 1935, indirizzata al signor Bantz, Lovecraft conferma di preferire, come "unica forma di governo destinata a durare nel futuro", un modello ispirato sia al fascismo sia al socialismo, affermando altresì di essere interessato al pensiero politico di Robert M. La Follette e dei suoi prosecutori. La Follette era un politico repubblicano, appoggiato però da diversi partiti e movimenti di centro-sinistra, che era stato governatore del Wisconsin tra il 1901 e il 1906 e, successivamente, senatore tra il 1906 e il 1925, e deceduto nel 1925. La sua opera politica era stata proseguita per diversi anni dalla moglie Belle Case La Follette (avvocata attivista e sostenitrice del suffragio femminile) e dai figli Robert M. La Follette Jr. (che sarà senatore) e Philip La Follette (come il padre governatore del Wisconsin). Nella stessa lettera fa un'analisi dei due principali schieramenti politici nazionali statunitensi: il Partito Repubblicano, pur essendo quello di riferimento per la sua famiglia, è ritenuto ormai inadatto a governare il paese del futuro, mentre i Democratici, in quanto portatori di novità, avrebbero maggiori possibilità di migliorare le condizioni del paese.
Pochi giorni dopo, il 19 maggio 1935, in una lettera indirizzata a Woodburn Harris, Lovecraft prese posizione contro gli eccessi del capitalismo, arrivando ad auspicare la nazionalizzazione delle grandi industrie. Nella sua tesi ipotizza che, una volta preso questo provvedimento e garantita la possibilità di occupazione per tutti i lavoratori, ci possano poi essere governi socialisti "aperti e intelligenti", ma che questi si dovrebbero tenere ben lontani dalle "barbarie, dall'ignoranza, dalla falsa scienza e dai valori grottescamente capovolti dei comunisti marxiani ortodossi":
(Lettera indirizzata a Woodburn Harris del 19 maggio 1935)
Nella lettera del 2 giugno 1935, indirizzata a Elizabeth Toldridge, torna sulla sua teoria in base alla quale per uscire dalla situazione di crisi è necessaria una guida illuminata, in questo caso dei "liberali del Nord" che, contrastando "i plutocrati riluttanti", possano dar vita alle riforme necessarie, senza cedere a tentazioni rivoluzionarie bolsceviche. Al contrario del passato, anche recente, in questa missiva il suo timore per un rischio di una svolta comunista (o nazista) negli Stati Uniti sembra minore: "Non credo che violenti sistemi europei come il bolscevismo e il nazismo abbiano la minima possibilità di attecchire qui. Nessun gruppo abbastanza importante, in Inghilterra o in America, vuole ciò che offrono quei sistemi o crede negli assunti su cui si basano".

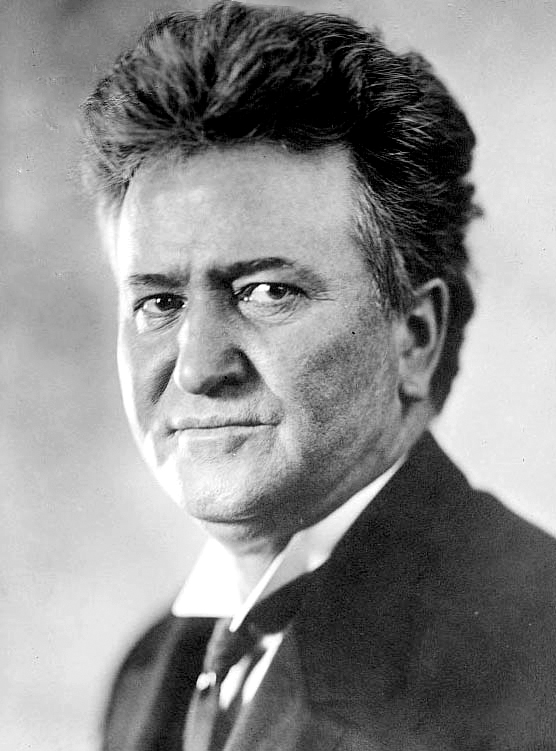
Il politico repubblicano Robert M. La Follette, la cui filosofia venne apprezzata da Lovecraft

Nella lettera a Catherine L. Moore del 19 giugno 1936 Lovecraft descrive quelli che secondo lui sono gli errori del "comunismo marxiano ortodosso": la fallacia della filosofia proposta ("si affida a valori falsi e artificiali, postula legami e interazioni inesistenti fra campi molto diversi dell'attività umana"), il fatto di voler applicare "obiettivi estremi e mondiali" indistintamente a etnie e culture differenti e l'incoraggiare metodi "violenti, illiberali, arbitrari, intellettualmente disonesti e irresponsabilmente distruttivi". Detto questo, lo scrittore si definisce vicino alla posizione del fabianesimo, preferendo l'introduzione graduale di idee e progetti progressisti nei programmi di governo. Lovecraft afferma che "Se il partito socialista di Thomas [...] avesse una remota possibilità di vincere le elezioni, io raccomanderei di votarlo. Ma poiché questa possibilità non esiste, sostengo che tutti i voti progressisti debbano andare a qualunque partito potenzialmente eleggibile"; questo dovrebbe inserire nei suoi programmi progetti a favore della "pianificazione economica, della previdenza sociale e della nazionalizzazione delle grandi risorse e dei grandi mezzi di produzione", ribadendo quindi il suo appoggio al New Deal e alla filosofia di La Follette (che afferma avrebbe votato se avesse avuto diffusione nazionale). Lovecraft prevede quindi che "I capitalisti si renderanno conto che il loro sistema non godrà più dell'appoggio pubblico, i criteri amministrativi miglioreranno e gli esperti al loro servizio potranno finalmente lavorare per scopi socialmente costruttivi" e che, se la situazione non avesse avuto una svolta violenta, nell'arco di 50/100 anni sarebbero avvenute riforme sociali graduali non violente (contrapposte a quelle russe).
Pochi giorni dopo, in una lettera a J.K. Plaisier (8 luglio 1936) descrive esplicitamente i motivi per il suo cambio di idee politiche, dagli inizi come un "Tory per ragioni tradizionali e per amore dell'antichità, ma anche perché non avevo mai riflettuto sui problemi sociali e del lavoro", al cambio di opinioni post-1929 dovuto al "riesaminare i fatti della storia da un punto di vista non sentimentale, ma anzi di analisi scientifica", la dura critica alle sue posizioni precedenti ("Non è passato molto prima che mi rendessi conto di essere stato un imbecille"), il conseguente rifiuto del sistema capitalista che "accumula ricchezza nelle mani di pochi e impoverisce il grosso della popolazione", per arrivare a un'apertura sempre maggiore nei confronti delle idee della sinistra, seppur "rifiutando totalmente i dogmi del marxismo vero e proprio, che sono basati su precisi errori scientifici e filosofici".

#### Lovecraft e il marxismo
In una lettera a Kenneth Sterling, del 16 settembre 1936, afferma di aver letto anni prima il Manifesto del Partito Comunista, in un periodo in cui era "totalmente contrario" alle idee marxiste, ma di avervi comunque trovato diversi argomenti interessanti. Al momento in cui scrive Lovecraft ritiene invece che:

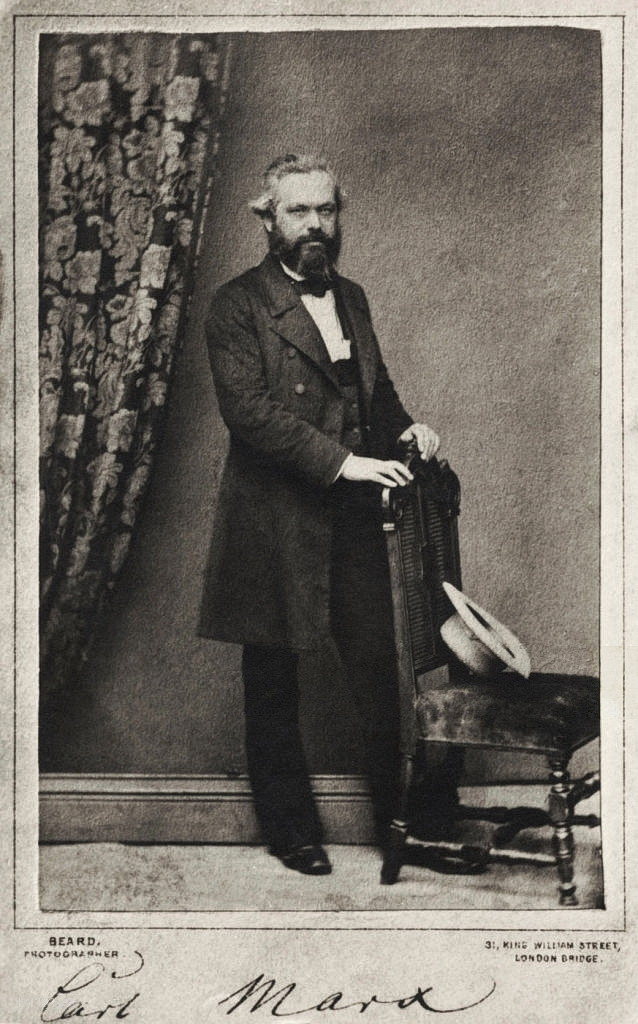
Negli ultimi anni della sua vita, lo scrittore di Providence rivalutò la filosofia di Karl Marx, pur rimanendo sempre contrario alle proposte e ai metodi rivoluzionari del marxismo applicato

Lovecraft paragona Marx a Sigmund Freud e Charles Darwin, ritenendo che il marxismo, come la psicanalisi e l'evoluzione, sia basato su scoperte importanti, ma abbia alcuni errori di base dovuti sia all'impostazione mentale dei loro autori (impostazione frutto del tempo e della società in cui le teorie sono state elaborate), sia all'ovvia ignoranza delle successive evoluzioni sociali e scientifiche. L'applicazione pratica rigorosa del marxismo sarebbe quindi doppiamente sbagliata, sia perché troppo rigida e non correlata alle tradizioni e culture delle varie popolazioni, sia perché basata su una teoria iniziale non aggiornata e corretta. Lo scrittore ipotizza quindi per gli Stati Uniti (e per altri paesi occidentali), nell'ipotesi migliore, una terza via rispetto al comunismo di stampo sovietico e al "fascismo" (in senso lato, inteso come termine indicante una forma di governo autoritaria), basata su un'applicazione di un socialismo più moderato. Nell'ipotesi peggiore, invece, gli attriti sociali sarebbero sfociati in azioni violente e da lì probabilmente nel comunismo. Per quello che riguarda gli USA riteneva che la strada fosse resa più difficile, rispetto alla situazione inglese e nordeuropea, a causa della storia recente del paese, basata su una colonizzazione del continente che esaltava "il profitto individuale fino a estremi grotteschi", ma riteneva anche che questi ideali fossero ormai in fase di attenuazione.

### Problemi sociali
Nella lettera a Toldridge del giugno 1929 prende posizione contro l'avanzata della società tecnologica, contro il capitalismo spinto che si stava diffondendo negli Stati Uniti e contro l'"invecchiamento culturale della nazione", ritenendo questi (e non l'avanzata del laburismo) cause prime della distruzione del "vecchio, amato ordine semi-feudale", per concludere che:
Nella lettera a Robert Ervin Howard del 16 agosto 1932, partendo da una discussione sugli alcolici (era l'ultimo periodo del proibizionismo) e sull'uso che ne facevano le classi lavoratrici, Lovecraft ipotizza che ci possano essere industriali interessati ad "avvelenarle per impedire loro di pensare, organizzarsi ed esercitare pressione politica" e a proposito di questo disse:

#### Elitismo, anticapitalismo e fascismo
Lo scrittore tuttavia non riteneva che le modifiche sociali da lui auspicate potessero essere frutto di "progettazione da parte degli strati sociali più bassi", che si trovavano in una situazione in cui la progressiva meccanizzazione creava un aumento della disoccupazione e un peggioramento del benessere dei lavoratori, bensì dalla forza intimidatoria relativa al rischio di una loro rivolta:
Secondo Lovecraft, gli industriali e le classi dirigenti, nel timore di una rivoluzione che potesse far nascere uno Stato socialista di stampo sovietico o una situazione di anarchia (assenza di Stato), avrebbero allora appoggiato un governo di tipo fascista in grado di garantire una migliore condizione di vita delle classi inferiori, grazie a una più equa ripartizione dei profitti, garantendo quindi l'ordine sociale. Il curatore dell'edizione italiana dell'epistolario, Giuseppe Lippi, fa notare nelle note a corredo della lettera indirizzata a Robert Ervin Howard del 16 agosto 1932, che Lovecraft, apparentemente ispirandosi alla prima ideologia anticapitalista del fascismo italiano mussoliniano, sembra però ignorare i forti legami che questo aveva con il mondo capitalista una volta divenuto un regime.. Anche S. T. Joshi, uno dei principali esperti della vita e delle opere di Lovecraft, ricorda che quando lo scrittore di Providence valutò favorevolmente la presa di potere di Mussolini in Italia, probabilmente conosceva ben poco delle forze politiche e dei fenomeni sociali che avevano portato all'ascesa del fascismo, ma era invece molto attratto dalla figura di un capo di Stato forte che avrebbe potuto, dal suo punto di vista, garantire migliori condizioni di vita alla popolazione.
Tesi simili sono ribadite anche nella lettera indirizzata ad Alfred Galpin alcuni mesi dopo, il 27 ottobre 1932: Lovecraft, nell'evidenziare nuovamente che la progressiva meccanizzazione del lavoro avrebbe fatto aumentare la disoccupazione e la povertà, finendo per causare una rivoluzione, e ritenendo "sia la democrazia sia il comunismo pericolosi per la civiltà occidentale", torna a sostenere la necessità di uno Stato fascista a guida oligarchica che, tramite il controllo dell'industria, assicuri a tutti un sistema pensionistico, definito panem et circenses, o la possibilità di lavorare (seppur per un numero minore di ore), in modo da evitare la degenerazione della situazione. Questo sistema, secondo la tesi dello scrittore, avrebbe da una parte aiutato "le masse turbolente a spese dei super ricchi", e dall'altra avrebbe comunque permesso di avere una "piccola e colta classe dirigente (non plutocratica però) che sia sostanzialmente ereditaria, anche se col tempo potrà allargarsi agli individui che assurgano allo stesso livello culturale".
In una lettera a Edgar Hoffmann Price del 29 luglio, parlando di questioni inerenti alle ristampe della rivista Weird Tales e la necessità o meno di retribuire gli autori per queste, Lovecraft imposta un discorso più ampio, in cui afferma di non condividere sistemi economici che, di fronte a una consistente domanda, diminuiscano artificiosamente l'offerta solo per poter aumentare i profitti.
In una lettera a Howard dell'aprile 1934, Lovecraft valuta l'opportunità di revisionare la Costituzione degli Stati Uniti d'America, ritenuta ormai inadeguata in alcune tematiche: "È più importante ridare potere d'acquisto ai salari della gente che seguire alla lettera una serie di precetti, oggi irrilevanti, concepiti centoquarantacinque anni fa in un mondo scomparso". Le modifiche, in chiave anti-liberista e che lo scrittore prevede verrebbero fortemente osteggiate, dovrebbero garantire un maggiore controllo dello Stato nei settori produttivi, ripristinando così una migliore condizione di vita per la popolazione.

### Il razzismo
Anche relativamente al razzismo, presente, come visto, fino dalle opere giovanili nei lavori di Lovecraft, lo scrittore vedrà le proprie posizioni evolversi negli anni.

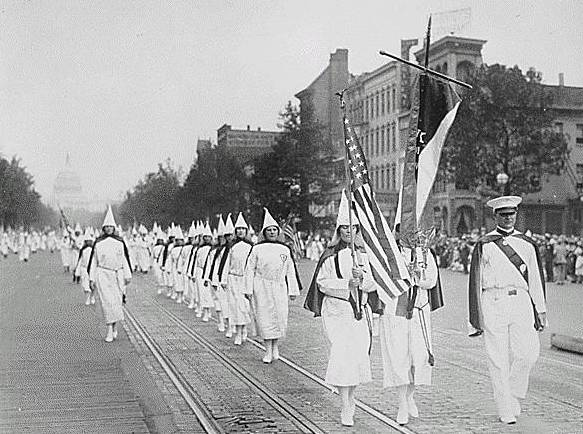
Membri del Ku Klux Klan (KKK) sfilano su Pennsylvania Avenue a Washington nel 1928. In gioventù Lovecraft espresse apprezzamento per la prima incarnazione del gruppo, nata durante la cosiddetta era della ricostruzione successiva alla guerra di secessione americana, ma anni dopo definì la sua seguente incarnazione (nata nel 1915) come razzista e fondamentalista.

Nei testi pubblicati su The Conservative, tra la seconda metà degli anni dieci e i primi anni venti, Lovecraft esprime posizioni di appoggio all'idea della superiorità dell'etnia caucasica sulle altre e di stima verso la prima incarnazione del Ku Klux Klan che, secondo lui, aveva evitato il crollo sociale nelle nazioni dell'ex blocco confederato dopo la fine della guerra di secessione (era della ricostruzione).
Nella lettera a Kenneth Sterling del 16 settembre 1936, Lovecraft parla invece dei "fondamentalisti arretrati del Ku Klux Klan & della Legione Nera", elencandoli tra le forze reazionarie presenti negli Stati Uniti che potevano opporsi a una svolta sociale del governo di Roosevelt.
In una lettera destinata al suo amico James Ferdinand Morton Jr. del gennaio 1931 afferma che il problema dei neri è "doppio": da una parte ritiene che questi siano largamente inferiori ai bianchi e che questa sia una condizione confermata dalla scienza ("Non ci può essere alcun dubbio su questo tra i biologi contemporanei e non sentimentali - eminenti europei per i quali il problema del pregiudizio non esiste."), dall'altra che, se anche fossero equivalenti ai bianchi, due etnie molto diverse non potrebbero comunque coesistere senza attriti nello stesso territorio, perlomeno fino a quando non si fossero "imbastardite":
(Lettera del destinata al suo amico James Ferdinand Morton Jr. del gennaio 1931)
portando poi l'esempio di quanto anche uno Yankee si sentirebbe un "pesce fuor d'acqua" in mezzo ad un gruppo di giapponesi acculturati e a lui superiori e viceversa. Sempre secondo lo scrittore una convivenza forzata tra due culture e razze diverse, in linea teorica causerebbe un imbastardimento che tenderebbe nel tempo (secoli) a generare un punto di equilibrio in una nuova forma culturale e razziale omogenea, molto differente però da quelle di origine; secondo lui tuttavia nessuna persona normale rinuncerebbe alla propria identità culturale in nome dell'esistenza di una ipotetica futura nuova razza, in quanto prioritaria sarebbe invece la ricerca della conservazione della propria situazione attuale.
Pur avendo letto con grandissimo interesse la traduzione inglese del Mein Kampf, Lovecraft si descriverà "lontano dal nazismo", e dirà in una lettera dei primi anni trenta che Hitler è un "nevrotico", ma anche "lo so che è un pagliaccio, ma per dio, se mi piace quel ragazzo!". Secondo Lovecraft erano apprezzabili non tanto le posizioni estreme di Hitler sulla persecuzione della popolazione di origine ebraica, quanto la difesa della cultura tedesca dall'influenza della cultura ebraica che, secondo lui, si intravedeva nelle posizioni del politico nazista. Col passare del tempo però le citazioni di Hitler (il quale nel marzo del 1933 aveva ottenuto il pieno potere) andranno via via diradandosi nei suoi scritti, fino a quasi scomparire negli ultimi mesi della sua vita.
In una lettera del 12 giugno 1933, sempre destinata a Morton, Lovecraft trattò il tema delle leggi razziali naziste (le prime erano state promulgate ad aprile) e della questione ebraica. Partendo da idee di superiorità della "razza teutonica" ed esprimendo fastidio per i molti immigrati stranieri giunti negli Stati Uniti, lo scrittore espresse il proprio razzismo in doppia versione, da una parte biologico (dove tra le razze inferiori inserisce quella "negra o australoide", mentre tra le evolute, oltre agli europei e ai loro discendenti americani, comprende anche "la maggior parte degli ebrei e degli asiatici"), per cui arriverebbe a giustificare differenti trattamenti legali in base agli antenati di una persona, e una culturale, in base al quale piccoli gruppi delle razze evolute possono inserirsi in gruppi differenti, a patto che rinuncino alle loro tradizioni culturali e si integrino completamente con lo stile di vita del popolo ospitante.
L'inserimento di gruppi culturali minoritari, ma dalla forte identità, in una cultura differente maggioritaria, per Lovecraft, rappresentava un pericolo per la purezza di quest'ultima, mentre l'omologazione alla cultura dominante del luogo rendeva i nuovi venuti eguali al resto della popolazione. In base a questo principio lo scrittore ritiene errata l'ideologia razzista a sfondo biologico di Hitler, sostenendo:
(Lettera del 12 giugno 1933 a James F. Morton)
Tuttavia, secondo il suo biografo L. Sprague de Camp, Lovecraft reagì con orrore alle notizie delle violenze antisemite nella Germania nazista precedenti alla seconda guerra mondiale e questo sembra suggerire che l'autore di Providence si sarebbe opposto nella realtà politica all'idea di eliminare violentemente e definitivamente quelle che riteneva essere "razze inferiori". Egli non assistette infatti né alla notte dei cristalli (avvenuta l'anno dopo la morte di Lovecraft) né ovviamente all'Olocausto.
Ciononostante, Lovecraft sposò una donna di famiglia ucraino-ebraica, Sonia Greene; ella affermò di aver più volte ricordato allo scrittore le sue origini quando questi si lasciava andare a considerazioni antisemite. "Ogni volta che ci trovavamo in mezzo alla folla multietnica che caratterizza New York", scrisse la Greene dopo il divorzio da Lovecraft, "Howard diventava livido di rabbia. Sembrava quasi impazzito".

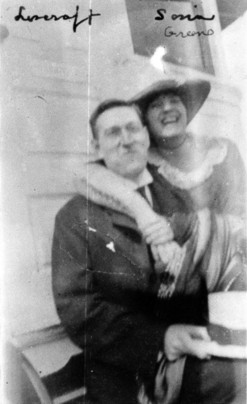
Lovecraft e Sonia Greene nel 1921

Secondo lo studioso lovecraftiano Giuseppe Lippi, l'innegabile razzismo di Lovecraft non è tuttavia così univoco e presenta aspetti contraddittori, come il matrimonio con Greene o l'amicizia con Samuel Loveman, poeta di origine ebraica, e sarebbe stato una sorta di fobia; il suo "orrore verso gli stranieri" sarebbe stato soprattutto un "mezzo di difesa" trovante sbocco nei suoi "incubi letterari". Tra vari scritti e lettere troviamo sfoghi violenti sul pericolo giallo come quando, dopo una visita nel 1922, parlava di Chinatown come di «un immondezzaio» pieno di «suini dai formicolanti movimenti istintuali che nemmeno un biologo di rango sarebbe in grado di prevedere... un guazzabuglio bastardo di carni meticce in stufa senza intelletto, repellenti all'occhio, al naso e all'immaginazione... possa Dio spedirci una misericordiosa ventata di cianogeno che asfissi quell'aborto gigante e ripulisca quel posto ponendo fine alle sue pene». Nelle sue lettere e nei racconti si ritrovano riferimenti al pericolo giallo, la paura che le persone asiatiche possano invadere l'Occidente e ottenere il dominio del mondo, ad esempio ne L'orrore a Red Hook (1927), dove "immigrati dagli occhi a mandorla praticano riti innominabili in onore degli dei pagani alla luce della Luna", e Lui (1925), dove al protagonista viene dato un assaggio del futuro: gli "uomini gialli" hanno conquistato il mondo, e ora ballano ai loro tamburi sulle rovine dell'uomo bianco.
Il razzismo è uno dei punti sui quali si sono focalizzati gli sforzi interpretativi degli studiosi di Lovecraft. S. T. Joshi, uno dei principali esperti di Lovecraft, fa notare che «Non c'è modo di negare il razzismo di Lovecraft né lo si può etichettare come "tipico della sua epoca", perché è evidente che egli espresse questa posizione in maniera molto più pronunciata (anche se di solito non nelle opere pubblicate) rispetto a molti suoi contemporanei. Sarebbe sciocco negare che il razzismo entri nella sua opera». Joshi sottolinea inoltre come il razzismo sia stato praticamente l'unico aspetto del pensiero di Lovecraft rimasto invariato nel corso di tutta la sua vita, mentre lo scrittore di Providence non esitò a modificare le sue concezioni religiose, politiche, economiche ed estetiche a seconda delle nuove informazioni e idee con le quali venne a contatto.
Solo in una lettera degli ultimi anni ha un parziale ripensamento su una parte del razzismo, forse per influsso del suo matrimonio finito con quella che comunque fu l'unica donna per lui, l'ebrea Sonia Greene, e l'ammirazione che Lovecraft nutriva per Franklin Delano Roosevelt; in tale missiva isolata definisce il razzismo come "un errore giovanile da parte di uno che conosceva il mondo troppo poco".
Il 22 novembre 1934, in una missiva indirizzata a Natalie H. Wooley, torna sul tema del razzismo, sostenendo apertamente la tesi per cui le uniche differenze che portano l'essere umano ad appoggiare idee razziste sono culturali, portando come esempio ipotetico il caso di un neonato giapponese che, operato per assumere lineamenti occidentali e allevato in una famiglia americana, secondo lo scrittore arrivato all'età adulta sarebbe pressoché indistinguibile, dal punto di vista del comportamento e degli istinti, dagli altri giovani statunitensi "di pura razza nordica".
Si tratta di una forma di razzismo principalmente culturale (a parte il caso dei neri), legato all'eurocentrismo. Lovecraft afferma che lo stesso tipo di difesa culturale dovrebbe valere a parti invertite, e che nel caso esistesse una nazione ebraica, eventualità ritenuta possibile dallo scrittore, questa avrebbe dovuto potersi proteggere dalle influenze degli ariani. Il vero motivo di contrasto con le popolazioni ebraiche, secondo lo scrittore, non è quindi né biologico, né religioso, ma culturale, essendo "il nostro un sistema di valori totalmente, inconciliabilmente diverso da quello ebraico", nonostante il fatto che la diffusione del cristianesimo (che viene definito "venti secoli di molle menzogna cristiana" e viene considerato un qualcosa di estraneo, in quanto derivato dall'ebraismo, rispetto alla cultura occidentale nata su basi pagane), possa far pensare ad alcuni di condividere parte della cultura ebraica ("che è quella degli schiavi", contrapposta al "profondo, istintivo codice di valori" proprio degli "ariani e pagani").

## Opere
I titoli delle opere riportate in questa sezione sono tratti da Pilo e Fusco 2009, pp. 1907-1912.

### Romanzi

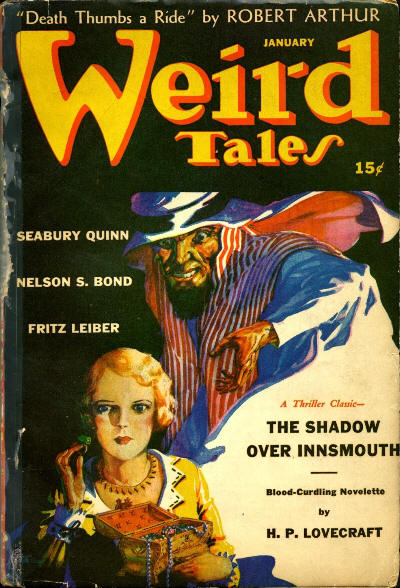
La copertina della rivista Weird Tales del gennaio 1942, in cui uscì La maschera di Innsmouth

- La ricerca onirica dello sconosciuto Kadath (The dream-quest of unknown Kadath, 1926-27) (ciclo di Randolph Carter)
- Il caso di Charles Dexter Ward (The case of Charles Dexter Ward, 1927)
- Il tumulo (The mound, 1929; ciclo dell'etnologo)
- Alle montagne della follia (At the mountains of madness, 1931)
- La maschera di Innsmouth o L'ombra su Innsmouth (The shadow over Innsmouth, 1931)
- L'ombra venuta dal tempo (The shadow out of time, 1934; su "Astounding Stories")

### Racconti
- La tomba (The Tomb, 1917)
- Dagon (Dagon, 1917)

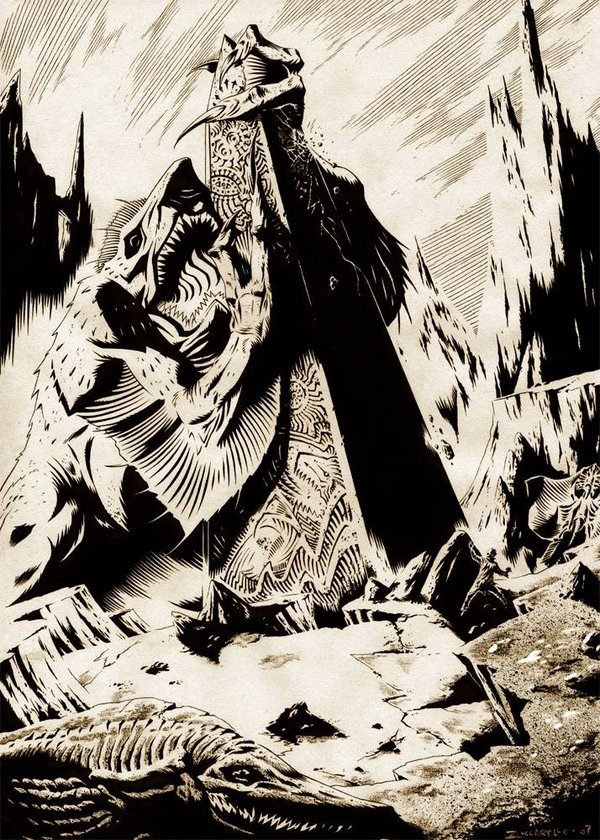
Dagon, creatura protagonista dell'omonimo racconto; illustrazione di Mario Zuccarello

- Un ricordo del dottor Samuel Johnson (A reminiscence of Dr. Samuel Johnson, 1917)
- La Stella Polare (Polaris, 1918)
- La dolce Ermengarda (Sweet Ermengarde; or The Heart of a Country Girl, 1919 forse), come Percy Simple[98]
- Oltre il muro del sonno (Beyond the Wall of Sleep, 1919)
- Memoria (Memory, 1919)
- Old Bugs (Old Bugs, 1919)
- La scomparsa di Juan Romero (The Transition of Juan Romero, 1919)
- La Nave Bianca (The White Ship, 1919)
- La sorte che colpì Sarnath o Il fato che colpì Sarnath (The Doom that Came to Sarnath, 1919)
- La dichiarazione di Randolph Carter (The Statement of Randolph Carter, 1919) (ciclo di Randolph Carter)
- Il terribile vecchio (The Terrible Old Man, 1920)
- L'albero (The Tree, 1920)
- I gatti di Ulthar (The Cats of Ulthar, 1920)
- Il tempio (The temple, 1920)
- Le vicende riguardanti lo scomparso Arthur Jermyn e la sua famiglia (Facts concerning the late Arthur Jermyn and his family, 1920)
- La strada (The Street, 1920)
- Celephaïs (Celephaïs, 1920)
- Dall'ignoto (From Beyond, 1920)
- Nyarlathotep (Nyarlathotep, 1920)
- L'illustrazione nella casa (The Picture in the House, 1920)

- Ex Oblivione (Ex Oblivione, 1921)

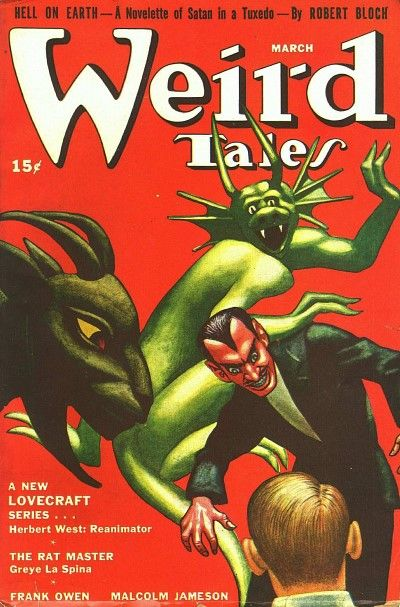
La copertina di Weird Tales del marzo 1942, dove uscì Herbert West rianimatore

- La città senza nome (The Nameless City, 1921)
- La ricerca di Iranon (The Quest of Iranon, 1921)
- La Palude della Luna (The Moon-Bog, 1921)
- L'estraneo (The Outsider, 1921)
- Gli altri dei (The Other Gods, 1921)
- La musica di Erich Zann (The Music of Erich Zann, 1921)
- Herbert West, rianimatore (Herbert West, Reanimator, 1921-1922)
- Hypnos (Hypnos, 1922)
- Cosa evoca la Luna (What the Moon Brings, 1922)
- Il cane (The Hound, 1922)
- La paura in agguato (The Lurking Fear, 1922)
- I ratti nei muri (The Rats in the Walls, 1923)
- L'innominabile (The Unnamable, 1923) (ciclo di Randolph Carter)
- La ricorrenza o La cerimonia (The Festival, 1923)
- La casa stregata o La casa evitata (The Shunned House, 1924)
- L'orrore a Red Hook (The Horror at Red Hook, 1925)
- Lui (He, 1925)
- Nella cripta (In the Vault, 1925)
- Aria fredda (Cool air, 1926)
- Il richiamo di Cthulhu (The Call of Cthulhu, 1926)
- Il modello di Pickman (Pickman's Model, 1926)
- La chiave d'argento (The Silver Key, 1926) (ciclo di Randolph Carter)
- La casa misteriosa lassù nella nebbia (The Strange High House in the Mist, 1926)
- Il colore venuto dallo spazio (The Colour out of Space, 1927)
- La razza antichissima o L'antica gente dei monti (The Very Old Folk, 1927)
- La cosa al chiaro di luna (The Thing in the Moonlight, 1927) (incluso in una lettera a Donald Wandrei)
- Ibid (Ibid, 1928)
- L'orrore di Dunwich (The Dunwich Horror, 1929)
- Colui che sussurrava nelle tenebre (The Whisperer in Darkness, 1930)
- I sogni nella casa stregata (The Dreams in the Witch-house, 1932)
- La cosa sulla soglia (The Thing on the Doorstep, 1933)
- Il prete malvagio (The Evil Clergyman, 1933)
- L'abitatore del buio (The Haunter of the Dark, 1935)

### Revisioni e collaborazioni
(Lettera di Lovecraft a Clark Ashton Smith)
Spinto dalle difficoltà economiche, Lovecraft lavorò spesso come ghostwriter scrivendo in questa veste circa il 30% della sua narrativa. In alcuni casi il lavoro dello scrittore di Providence si limitava a una semplice revisione del materiale preparato dall'autore "ufficiale"; in altri casi, a Lovecraft venivano forniti soltanto un'idea di base o un canovaccio, a partire dai quali elaborava l'intera storia. In effetti, in molte "revisioni" è possibile riconoscere non solo la prosa, ma anche le tematiche dell'autore di Providence; interessanti sono inoltre le citazioni e le apparizioni delle creature e delle divinità del Ciclo di Cthulhu, come in Dagli eoni, L'uomo di pietra e Il diario di Alonzo Typer.

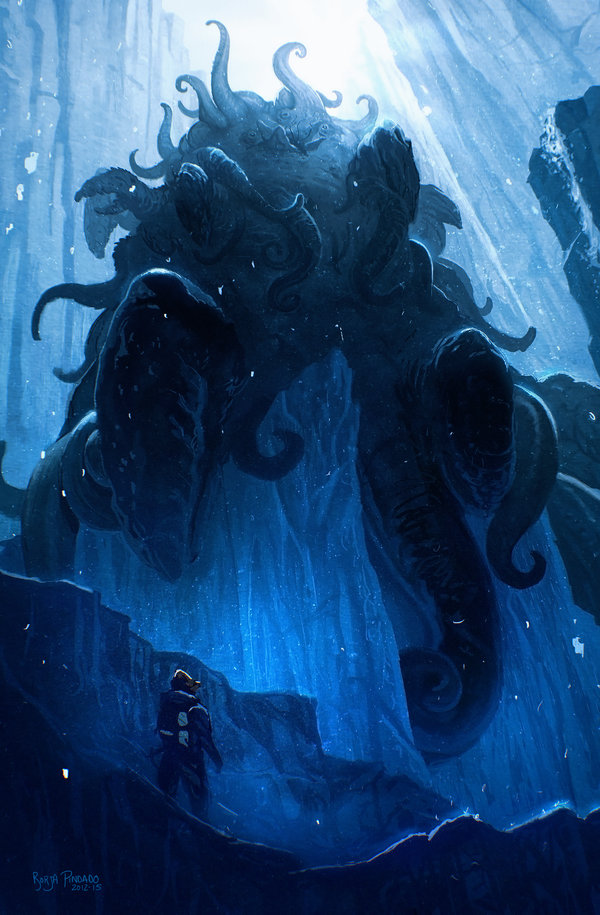
L'orrore nel museo, racconto di Howard Phillips Lovecraft, redatto per la signora Hazel Heald nel 1932. Illustrazione di Borja Pindado

Secondo lo studioso Giuseppe Lippi, l'attività di Lovecraft come ghostwriter, se da una parte lo portò in quelle opere a una minore cura stilistica e a una maggiore ripetitività nella struttura, dall'altra gli permise di scrivere più liberamente di quanto non facesse nei suoi lavori ufficiali, superando il suo perfezionismo sotto certi aspetti paralizzante e la continua insoddisfazione che provava nei confronti delle proprie opere, e permettendogli di "esplorare" in modo più sereno la mitologia da lui creata, in alcuni casi addirittura autoparodiandosi.
In concreto, le revisioni e le collaborazioni di Lovecraft possono essere distinte in quattro famiglie:
- Racconti concepiti e scritti interamente da Lovecraft; a loro volta divisi tra quelli commissionatigli da scrittori dilettanti o alle prime armi con solamente uno spunto per il soggetto, e quelli che Lovecraft diede alla luce in seguito a un'ispirazione occasionale (un sogno, una poesia, una conversazione ecc.) e a quali donò, come atto di cortesia, la firma di un altro scrittore. I testi appartenenti alla prima tipologia sono i primi tredici, mentre gli ultimi tre appartengono alla seconda tipologia:[99]
  - L'orrore di Martin's Beach (The horror at Martin's Beach o The invisible monster, 1922) - con Sonia H. Greene;
  - I cari estinti (The loved dead, 1923) - per Clifford M. Eddy Jr.;
  - Sordo, muto e cieco o Cieco, sordo e muto (Deaf, dumb and blind, 1924) - per Clifford M. Eddy Jr.;
  - Sotto le piramidi (Under the Pyramids, anche Imprisoned with the Pharaohs, 1924) - per Harry Houdini;
  - La maledizione di Yig (The curse of Yig, 1928; ciclo dell'etnologo) - per Zealia Brown Bishop;
  - Il tumulo (The mound, 1929; ciclo dell'etnologo) - per Zealia Brown Bishop;
  - L'abbraccio di Medusa (Medusa's coil, 1929; ciclo dell'etnologo) - per Zealia Brown Bishop;
  - L'orrore nel museo (The horror in the museum, 1932) - per Hazel Heald;
  - La morte alata (Winged death, 1932) - per Hazel Heald;
  - Dagli eoni (Out of the Aeons, 1933) - per Hazel Heald;
  - L'orrore nel camposanto (The horror in the burying ground, 1933) - per Hazel Heald;
  - L'esumazione (The disinterment, 1935) - per Duane W. Rimel;
  - L'oceano di notte (The night ocean, 1936) - per Robert Hayward Barlow;
  - Il Prato Verde (The Green Meadow, 1918) - apparso con il doppio pseudonimo "Elizabeth Berkeley e Lewis Theobald Jr" a nascondere Lovecraft e Winifred V. Jackson;
  - Il Caos Strisciante (The Crawling Chaos, 1920) - stesso pseudonimo del precedente;
  - La poesia e gli dei (Poetry and the gods, 1920) - con Anna Helen Crofts mentre Lovecraft usò lo pseudonimo "Henry Paget-Lowe".

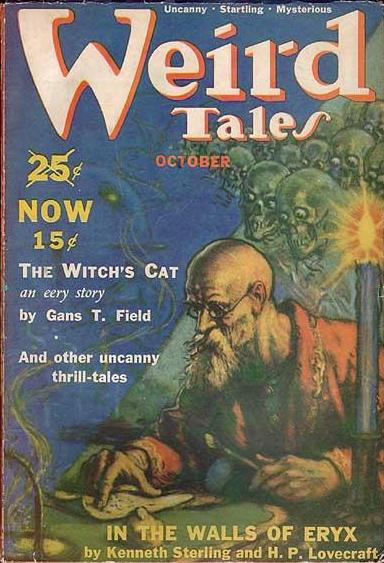
Copertina del numero di Weird Tales in cui uscì Tra le mura di Eryx, racconto di Kenneth Sterling revisionato da Lovecraft

- Racconti scritti interamente da Lovecraft, ma sulla base di un testo o di una trama completa elaborata da altri. Lo scrittore di Providence sovente riscrisse del tutto le storie inviatigli per esprimere un giudizio o apportare piccole correzioni, inserendo anche personalità e situazioni derivanti dalla sua fantasia; questi racconti sono:[99]
  - L'ultimo esperimento (The last test, 1927) - revisione di un racconto di Gustav Adolf Danziger;
  - Il boia elettrico (The electrical executioner, 1929) - revisione di un racconto di Gustav Adolf Danziger;
  - Attraverso le porte della Chiave d'Argento (Through the gates of the Silver Key, 1932) - revisione di un racconto di Edgar Hoffmann Price (ciclo di Randolph Carter);
  - Il diario di Alonzo Typer (The diary of Alonzo Typer, 1935) - revisione di un racconto di William Lumley;
  - Tra le mura di Eryx (In the Walls of Eryx, 1936) - revisione di un racconto di Kenneth Sterling.
- Racconti di altre persone, per i quali Lovecraft si è limitato a un'opera di revisione testuale, riscrivendone parti più o meno lunghe, modificandone inizio e/o fine, e inserendo episodi di sua invenzione:[100]
  - Il divoratore di spettri (The ghost-eater, 1923) - con Clifford M. Eddy, Jr.;
  - Alle quattro (Four o'clock, 1923) - con Sonia H. Greene;
  - Due bottiglie nere (Two black bottles, 1926) - con Wilfred Blanch Talman;
  - La trappola (The trap, 1931) - con Henry S. Whitehead;
  - Bothon (Bothon, 1932) - con Henry S. Whitehead;
  - L'uomo di pietra (The man of stone, 1932) - con Hazel Heald;
  - L'albero sulla collina (The Tree on the Hill, 1934) - con Duane W. Rimel;
  - Il sortilegio di Aphlar (The sorcery of Aphlar, 1934) - con Duane W. Rimel;
  - Finché tutti i mari... (Till A' the Seas..., 1935) - con Robert Hayward Barlow;
  - Universi in sfacelo (Collapsing cosmoses, 1935) - con Robert Hayward Barlow;
  - L'orrore di Salem (The Salem horror, 1937) - a firma di Henry Kuttner.[101]
- Collaborazioni estemporanee, ovvero storie per le quali l'intervento di Lovecraft si concretizzò nelle correzioni di lessico e di punteggiatura, con l'occasionale inserimento di frasi e/o la riscrittura di interi periodi. Si tratta di opere non sempre attribuite a Lovecraft, e il cui numero è incerto; quelle sicuramente esistite sono le seguenti:[102]
  - Ceneri (Ashes, 1923) - a firma di Clifford M. Eddy Jr.;
  - Il lupo mannaro di Ponkert (The werewolf of Ponkert, 1924) - a firma di Harold Warner Munn;[103]
  - L'orrore che viene dall'est (The inevitable conflict, 1932) - a firma di Paul H. Lovering;
  - Il combattimento che concluse il secolo (The battle that ended the century, 1934) - a firma di Robert Barlow;
  - Il Loto Nero (The Black Lotus, 1932) - a firma di Robert Bloch;
  - Tarbis del Lago (Tarbis of the Lake) - a firma di Edgar Hoffmann Price;
  - Il tesoro del mostro stregone (The hoard of the wizard-beast, 1933) - a firma di Robert Barlow;
  - L'uccisione del mostro (The slaying of the monster, 1933) - a firma di Robert Barlow;
  - I servi di Satana (Satan's servants, 1935) - a firma di Robert Bloch;
  - Sfida dall'infinito (The challenge from beyond, 1935) - storia composta da Catherine L. Moore, Abraham Merritt, H. P. Lovecraft, Robert E. Howard e Frank Belknap Long, ognuno dei quali scrisse un capitolo;
  - I ratti del cimitero (The graveyard rats, 1936) - a firma di Henry Kuttner;
  - Il cervello rosso (The red brain) - a firma di Donald Wandrei;
  - Il terrore dei rampicanti (Vine terror) - a firma di Howard Wandrei;
  - Qualcosa dall'alto (Something from above) - a firma di Donald Wandrei.

### Racconti giovanili
Già a cinque o sei anni Lovecraft cominciò a vergare i suoi quaderni con storie ispirate al fantastico, all'orrido, a Edgar Allan Poe, Arthur Conan Doyle, Jules Verne e a Le mille e una notte. Lovecraft continuò a percorrere questa strada fino ai 18 anni compiuti, quando fu indotto a smettere dalla madre, che demoralizzò a tal punto il figlio da fargli strappare, nel 1908, tutte le storie fino ad allora prodotte eccetto, non si sa per quale motivo, le seguenti:
- La piccola bottiglia di vetro (The little glass bottle, 1897)
- La caverna segreta o L'avventura di John Lee (The secret cave or John Lee's adventure, 1898)
- Il mistero del cimitero o La vendetta di un uomo morto (The mystery of the graveyard, 1898)
- La nave misteriosa (The mysterious ship, 1902)
- La bestia nella caverna (The beast in the cave, 1905)
- L'alchimista (The alchemist, 1908) - racconto in seguito al quale W.P. Cook, membro del circolo letterario a cui era iscritto Lovecraft, incoraggiò il giovane scrittore a inviargli ulteriori testi, che risulteranno essere La tomba e Dagon.

### Frammenti incompiuti
Dopo la morte di Lovecraft, August Derleth cominciò, a partire dal 1945, a pubblicare alcuni testi accompagnati, oltre che dalla sua, dalla firma di Lovecraft. Tale pratica suscitò negli ex corrispondenti di Lovecraft l'inesatta convinzione che lo scrittore di Providence avesse lasciato, al momento della morte, una gran quantità di testi incompiuti. Derleth, dietro queste pressioni, dovette però rendere noto che i lavori erano in realtà suoi, basandosi solamente su spunti narrativi forniti da Lovecraft nel corso della corrispondenza. I titoli dei racconti rimasti incompiuti sono:
- Il mistero di Murdon Grange (The Mystery of Murdon Grange, 1918-1921);
- Azathoth (Azathoth, 1922);
- La discesa o Il successore (The descendant, 1926 forse);
- Il libro (The book, 1934 forse);
- La magione di Edward Orne (The Edward Orne house) (frasi scritte in un foglio senza titolo, quello indicato qui è stato fornito dai critici);
- La torre circolare (The round tower, 1934 forse);
- Su stregonerie malvagie avvenute nel New England e su demoni di forma non umana (Of Evill Sorceries done in New-England - Of Daemons in no Human Shape, 1934 forse)
- La Finestra delle Rose (The Rose Window)
- Il Testo di R'lyeh (The R'lyeh Text)
- Universi in sfacelo (Collapsing cosmoses, 1935) - con Robert Barlow.

### Poesia
Dal 1908 al 1917 Lovecraft si dedicò moltissimo alla poesia, benché egli stesso confermò, come fecero poi altri critici letterari, che le sue opere erano di basso livello, semplici esercitazioni. Dei 200 componimenti attribuiti con certezza a Lovecraft, la maggior parte venne pubblicata su riviste dilettantistiche, mentre a livello professionale Weird Tales pubblicò quindici sue liriche mentre era in vita e ventitré dopo la morte. Le poesie più famose, peraltro di difficile datazione, sono:
- On the Creation of Niggers (1912)
- New England Fallen (1912)
- The Teuton's Battle-Song (1916)
- Psychopompos (1919, il componimento più famoso);
- Il lago dell'incubo (1919?);
- La città (1919?);
- Providence 2000 A.D. (1912-1920?)
- Madreterra (1919?);
- Le campane (1919?);
- Providence (1923?).
- I Funghi di Yuggoth (fine 1929 - inizio 1930, componimento di trentasei sonetti in gran parte ispirati a sogni fatti in varie epoche della sua vita);
- L'avamposto (1929?);
- L'antico sentiero (1929?);
- Ricordi; (?)
- Oceano; (?)
- Fantasmi; (?)
- Ognissanti in periferia; (?)
- A un sognatore; (?)
- Il messaggero; (?)
- Disperazione; (?)
- Alfredo. A tragedy; (?)

### La produzione epistolare

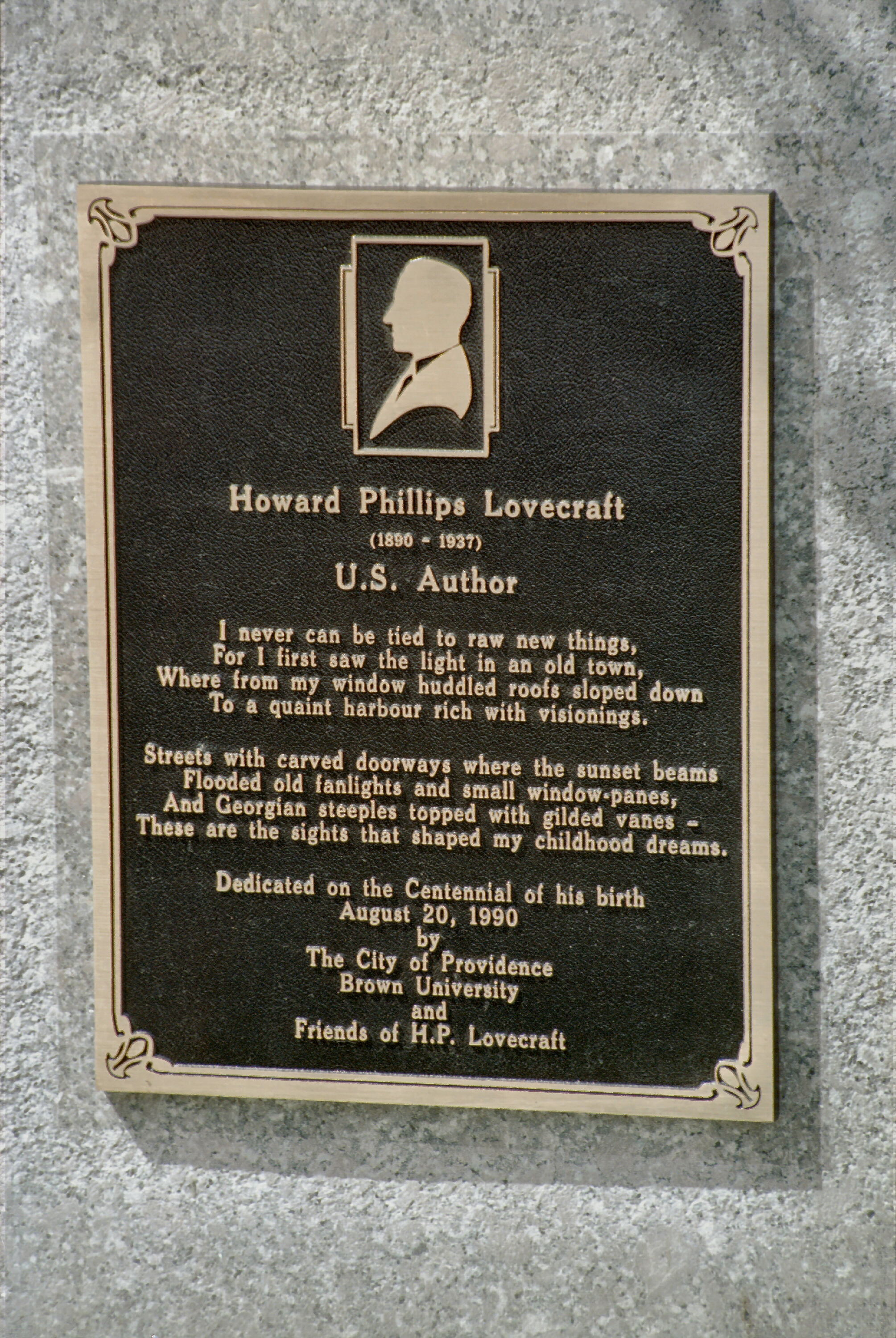
Targa commemorativa a Lovecraft, Providence

Nel corso della sua vita, Lovecraft intrattenne rapporti epistolari con numerosi amici e scrittori del suo tempo. Stimato in circa 118 000 lettere, alcune delle quali lunghe dalle 60 alle 70 pagine, l'epistolario di Lovecraft è il più vasto mai costruito, cresciuto al ritmo di 10-15 lettere al giorno. Al 2009 erano 16 000 le lettere ancora esistenti. Attraverso consigli, incitamenti, e a volte riscritture complete di racconti, lo scrittore di Providence contribuì a formare personalità come Robert Bloch, August Derleth, Fritz Leiber, Frank Belknap Long, Henry Kuttner, Joseph Payne Brennan e Donald Wandrei. Altri suoi corrispondenti furono Jacques Bergier, Clark Ashton Smith, Robert Ervin Howard, Henry S. Whitehead, J. Vernon Shea, Carl Richard Jacobi, Harold Warner Munn e Seabury Quinn. Lovecraft scrisse anche a scrittori dilettanti appartenenti ai diversi circoli letterari in cui militò egli stesso, avendo con questi rapporti più stretti rispetto ai futuri scrittori professionisti.
Derleth, Wandrei e George Turner curarono inoltre l'epistolario di Lovecraft, impegnandosi in più di venti anni di trascrizioni e raccolte di missive (solo quelle per cui venne autorizzata la cessione) archiviate in circa 20 000 cartelle stipate negli archivi della casa editrice Arkham House, della John Hay Library di Providence e in archivi privati. Al 1992 le lettere non erano ancora state pubblicate tutte.

### Critica letteraria e saggistica
Lovecraft si dedicò anche alla critica letteraria. Nel saggio In difesa di Dagon, scritto per difendere il suo racconto dai detrattori, l'autore di Providence distinse tre principali categorie nell'ambito della produzione letteraria: quella romantica, i cui sostenitori, sostiene, sono disposti anche ad accettare finzioni e falsità psicologiche purché il tutto rimanga in un contesto prosaico; quella realistica, che secondo Lovecraft ha il pregio di descrivere fedelmente la vita, ma ha come limite il rischio di cadere nello "sgradevole e nel banale"; e infine quella fantastica, l'unica in grado di soddisfare le aspirazioni e le esigenze della fantasia.
Il lavoro di critica letteraria più noto composto da Lovecraft è probabilmente Supernatural Horror in Literature, scritto tra il 1925 e il 1927, in cui esamina le radici del genere horror e fantastico. D'altronde, Lovecraft non si occupò solo di letteratura fantastica: ad esempio, fu tra i primi a riconoscere l'importanza dell'Ulisse di Joyce in America, dove l'opera venne inizialmente attaccata in quanto giudicata pornografica.

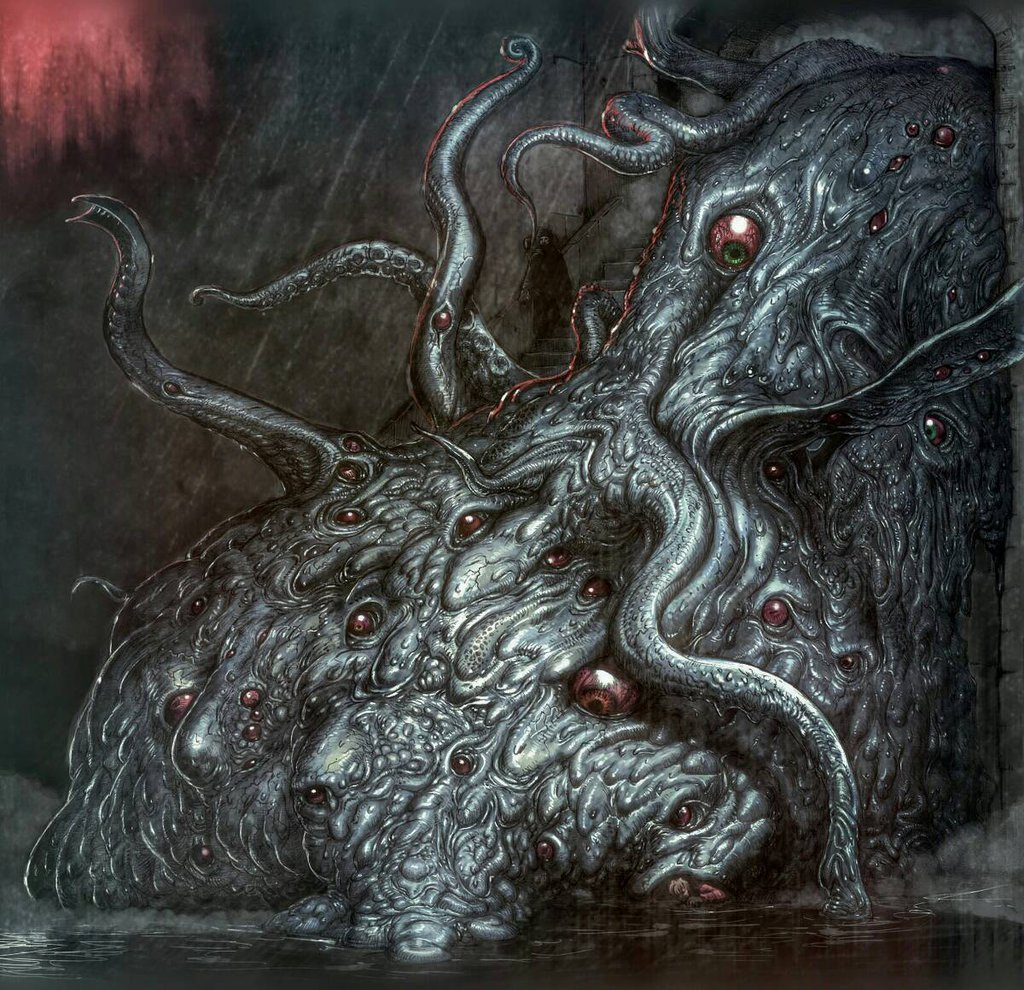
Uno shoggoth, creatura mostruosa descritta nel romanzo Alle montagne della follia

Sono inoltre frequenti anche nelle opere di narrativa di Lovecraft, a testimonianza della sua vasta cultura e dei suoi molteplici interessi, riferimenti a vari autori, nonché incisi su argomenti quali l'architettura, l'antropologia, la chimica, la geologia e l'astronomia (antica passione di Lovecraft).

### Il taccuino degli appunti
H. P. Lovecraft tenne, come altri scrittori, un taccuino degli appunti (Commonplace Book) su cui scrivere idee e immaginazioni da trasformare, in futuro, in veri e propri racconti. L'originale è custodito presso la John Hay Library di Providence.
Dato lo stato in cui versava il taccuino (segnato da cancellature, strappi, sostituzioni e aggiunte di pagine), Lovecraft nel 1934 decise di affidarlo a Robert H. Barlow in cambio di una copia scritta a macchina, che venne poi riconsegnata a Lovecraft il quale permise all'amico di tenersi l'originale, oltre a due copie in carta carbone. Il confronto tra l'originale e la copia dattiloscritta mostra varie modifiche fatte da Barlow (non si sa se con il benestare di Lovecraft o meno): quest'ultima infatti non include varie stringhe di testo cancellate da Lovecraft con un tratto di penna e ne esclude altre contrassegnate con una "X"; ci sono poi errori di interpretazione dovuti all'elaborata grafia di Lovecraft, e alcune date non corrispondono all'originale. In ogni caso Lovecraft ringraziò Barlow di averlo aiutato, e usò i fogli bianchi in coda al libretto per vergare un altro anno di appunti.
Quando lo scrittore di Providence morì, nel 1937, Barlow divenne suo esecutore letterario e come tale entrò in possesso del Commonplace Book dattiloscritto che aveva Lovecraft. Una volta corretti gli errori e aver integrato la sua "vecchia" copia, Barlow riuscì a stampare il taccuino grazie all'interesse di due tipografi di Lakeport (California), e la prima edizione vide la luce nell'estate del 1938, non senza omissioni ed errori di vario genere. Nel 1943 Derleth e Wandrei inserirono, basandosi sulla copia dattiloscritta una volta in possesso di Lovecraft, il Commonplace Book nel volume Beyond the Wall of Sleep (in un'ottica di ristampa delle opere di Lovecraft), non ripristinando né l'ordine delle voci né il testo completo, unendo inoltre voci diverse e introducendo alcune modifiche al testo di Lovecraft.
La prima versione filologicamente corretta del taccuino degli appunti di Lovecraft giunse solamente nel 1973, grazie al rinvenimento dell'originale alla John Hay Library di Providence. L'analista Kenneth W. Faig diffuse privatamente la sua edizione del taccuino con ripristinate tutte le voci originali, incluse quelle eliminate da Lovecraft con un segno della penna, e senza le interpretazioni di Barlow e Derleth. Al 2009 le edizioni totali in cui è stato pubblicato il taccuino degli appunti di Lovecraft sono quattro: 1938, 1943, 1973 (diffusione privata) e 1987.

## Nella cultura di massa
Diversi elementi degli scritti di Howard Phillips Lovecraft, in particolare dei Miti di Cthulhu, sono stati spesso utilizzati nella cultura di massa come modelli stilistici per ambientazioni e per personaggi orribili o soprannaturali.
Molti sono gli scrittori che hanno collaborato con Lovecraft, come Clark Ashton Smith, Robert Ervin Howard e Fritz Leiber, attingendo a loro volta alle sue opere. Stephen King e Neil Gaiman sono tra gli autori moderni più influenzati dai racconti lovecraftiani.
Tra le pellicole cinematografiche nelle quali compaiono riferimenti alle opere dello scrittore vi sono La città dei mostri, ...e tu vivrai nel terrore! - L'aldilà, Paura nella città dei morti viventi, Re-Animator, Jason va all'inferno, Il seme della follia e Dagon - La mutazione del male, oltre alla serie La casa. Lovecraft viene citato e perfino "rappresentato" nel film del 2018 di Pascal Laugier Incident In a Ghostland (titolo italiano: La casa delle bambole, in cui Lovecraft è in certo qualmodo il filo conduttore). Anche alcune serie televisive contengono, in qualche episodio, riferimenti ai Miti di Cthulhu, tra le quali Rick and Morty, South Park, Doctor Who, Supernatural, Gravity Falls, Scooby-Doo! Mystey Incorporated e Andromeda.
La musica è il campo che ha maggiormente risentito dell'opera di Lovecraft, dedicando album o singoli alle sue creature; tra i gruppi musicali, in particolare vicini al heavy metal, influenzati dallo scrittore vi sono Morbid Angel, Cradle of Filth, Black Sabbath, Iron Maiden, Metallica, Mercyful Fate, 1349, Therion, Electric wizard, Nile, Blue Öyster Cult, GWAR, Rage, Grailknights e il DJ/ Producer deadmau5 e gli italiani Eris Pluvia, e la band savonese DSA Commando. Due band hanno scelto di chiamarsi con il nome dell'artista di Providence, i H. P. Lovecraft e i Lovecraft.
Anche giochi e videogiochi hanno tra le proprietà caratteristiche elementi che richiamano la filosofia e l'universo lovecraftiano; tra questi vi sono Alone in the Dark, Shadow of the comet, Prisoners of ice, Call of Cthulhu: Dark Corners of the Earth, Sherlock Holmes: il risveglio della divinità, Dark Project: L'ombra del ladro, Kirby, Il richiamo di Cthulhu, Delta Green, Amnesia: The Dark Descent, The Witcher, Silent Hill, Darkest Dungeon, Tales of Symphonia, Alan Wake, Bloodborne, Eternal Darkness: Sanity's Requiem, The Vanishing of Ethan Carter, Terraria, Conarium, World of Warcraft, The Sinking City, Darkness Within: Sulle tracce di Loath Nolder.
Anche alcuni fumetti hanno tratto ispirazione, seppur in minima parte o solo in alcuni numeri, dall'opera di Lovecraft, tra i quali Batman, Dampyr, Djustine, Dylan Dog, Métal Hurlant, Martin Mystère, Soul Eater, Zagor. In molti hanno voluto rendere omaggio a Lovecraft con storie prese dai suoi racconti, come i fumetti di Alberto Breccia, o Alan Moore col suo Neonomicon; vi sono anche storie originali: il divertente Il giovane Lovecraft di José Oliver e Bartolo Torres, mentre guardando il panorama italiano, dal 2014 esiste Cthulhu Chronicles, fumetto (inizialmente webcomic e ora stampato in cartaceo) ispirato alle novelle lovecraftiane dallo stile particolare, creato per essere fruibile a un pubblico più vasto, riuscendo però a mantenere l'atmosfera inquietante e horror.
A Lovecraft è intitolato il cratere Lovecraft su Mercurio.